# Cultura de Australia
La cultura de Australia es fundamentalmente occidental, originaria del Reino Unido, pero también influida por la singular geografía de Australia y la aportación cultural de los aborígenes, los isleños del estrecho de Torres y otros pueblos. La colonización británica de Australia comenzó en 1788, y a ella siguieron oleadas de migración multiétnica. El predominio de la lengua inglesa, la existencia de un sistema de gobierno democrático basado en las tradiciones británicas del gobierno de Westminster, el parlamentarismo y la monarquía constitucional, las tradiciones constitucionalistas y federalistas estadounidenses, y el cristianismo como religión dominante son pruebas de una importante herencia anglo-celta.
Se cree que los aborígenes llegaron a Australia hace 60 000 años, y los testimonios de arte aborigen en el país se remontan al menos 30 000 años. Varios estados y territorios nacieron como colonias penales, y los primeros convictos británicos llegaron a Sydney Cove en 1788. Las historias de forajidos como el bosquimano Ned Kelly han perdurado en la música, el cine y la literatura australianos. Las fiebres del oro de la década de 1850 trajo consigo riqueza y nuevas tensiones sociales, como la rebelión de los mineros de Eureka Stockade. Las colonias establecieron parlamentos electos y derechos para los trabajadores y las mujeres antes que la mayoría de las demás naciones occidentales.
La federación de 1901 fue la culminación de un creciente sentimiento de identidad nacional que se había desarrollado durante la segunda mitad del siglo XIX, como se aprecia en las obras de los pintores de la escuela de Heidelberg y de escritores como Banjo Paterson, Henry Lawson y Dorothea Mackellar. Las guerras mundiales influyeron profundamente en la identidad nacional australiana: la Primera Guerra Mundial introdujo la Leyenda ANZAC, y la Segunda Guerra Mundial supuso una reorientación de Gran Bretaña a Estados Unidos como principal aliado de la nación. Tras la segunda guerra, 7 millones de inmigrantes de diversas naciones aportaron una nueva e inmensa diversidad a la identidad nacional. Con el tiempo, la comida, el estilo de vida y las prácticas culturales de los inmigrantes se han integrado en la cultura australiana.

## Símbolos nacionales

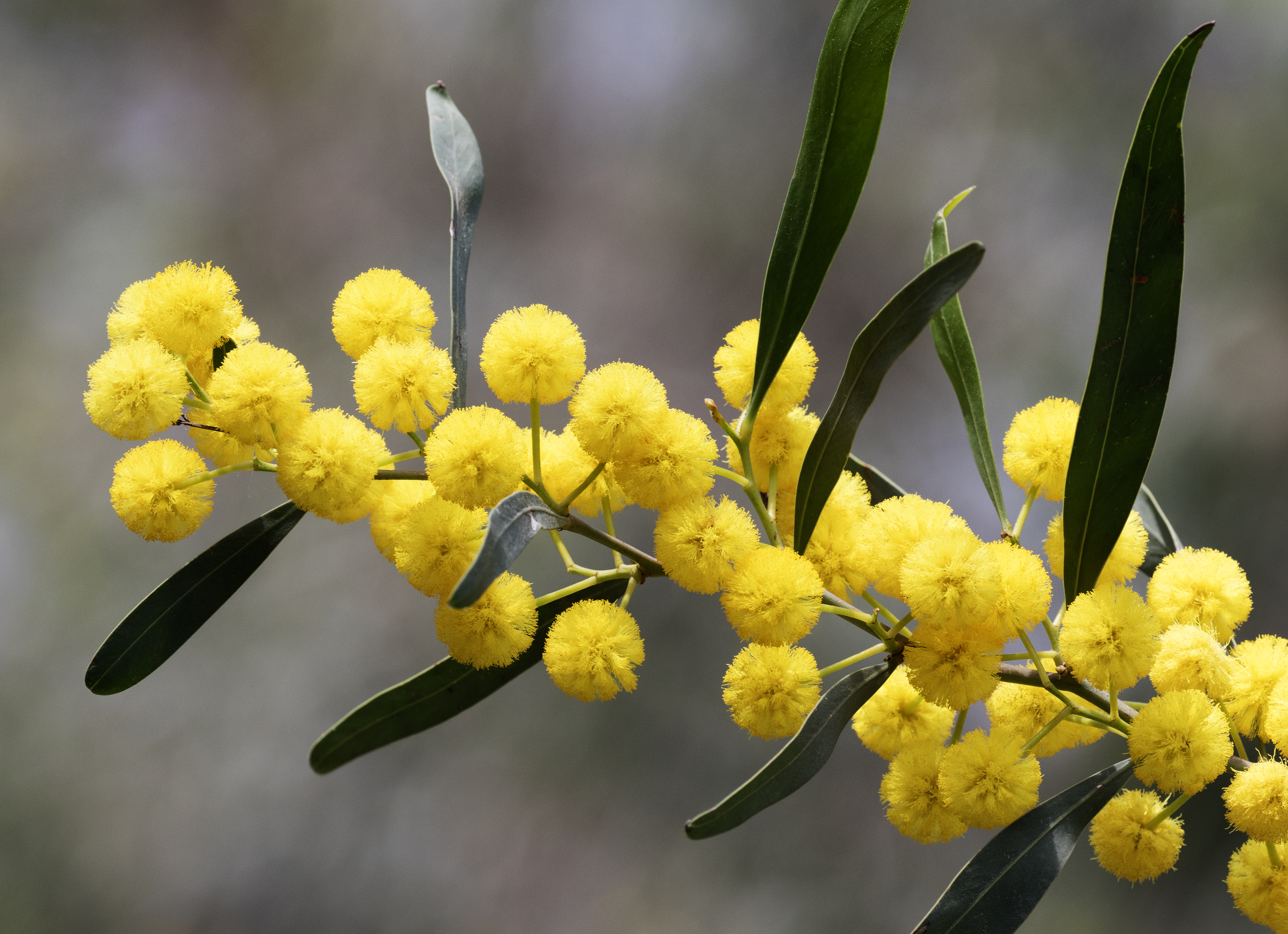
El zarzo dorado, emblema floral de Australia de donde provienen sus colores nacionales: verde y dorado.

Cuando las colonias australianas se federaron el 1 de enero de 1901, se convocó un concurso oficial para diseñar una bandera australiana. El diseño que se adoptó en la actual bandera de Australia, contiene la bandera de la Unión en la esquina izquierda, que simboliza los vínculos históricos de Australia con el Reino Unido, las estrellas de la Cruz del Sur en la mitad derecha de la bandera, que indican la situación geográfica de Australia, y la Estrella de la Federación de siete puntas en la parte inferior izquierda, que representa a los seis estados y territorios de Australia. Otras banderas oficiales figuran la de los aborígenes, la de los isleños del estrecho de Torres y muchas enseñas utilizadas en organizaciones civiles y de defensa.
El verde y el dorado fueron confirmados como colores nacionales de Australia en 1984, aunque los colores ya habían sido adoptados por muchos equipos deportivos nacionales mucho antes. El zarzo dorado (Acacia pycnantha) fue proclamado oficialmente emblema floral nacional en 1988.
Como reflejo del estatus del país como monarquía constitucional, la Corona sigue formando parte de la vida pública australiana, manteniendo una presencia visual a través de los escudos de armas federales y estatales, el patrocinio caritativo y cultural, los nombres y símbolos de las instituciones públicas y el gobernador general y los gobernadores estatales, que son los representantes del monarca en suelo australiano.

## Idioma
Aunque Australia no tiene lengua oficial, es en gran medida monolingüe y el inglés es el idioma nacional de facto. El inglés australiano es una variedad principal del idioma que se distingue inmediatamente de los dialectos británico, estadounidense y de otros países por sus acentos, pronunciaciones, modismos y vocabulario únicos, aunque su ortografía refleja más las versiones británicas que las estadounidenses. En el censo de 2021, el inglés era la única lengua hablada en los hogares del 72 % de la población. Las siguientes lenguas más habladas en casa son el chino mandarín (2,7 %), el árabe (1,4 %), el vietnamita (1,3 %), el cantonés (1,2 %) y el panyabí (0,9 %). Australia tiene múltiples lenguas de signos, la más hablada conocida como Auslan, que en 2021 era la lengua principal de más de 16 000 personas.
Se cree que había entre 200 y 300 lenguas aborígenes australianas en la época del primer contacto europeo, pero sólo han sobrevivido unas 70 y todas menos 20 están ahora en peligro de extinción. Una lengua indígena es la principal para el 0,25 % de la población.

## Religión

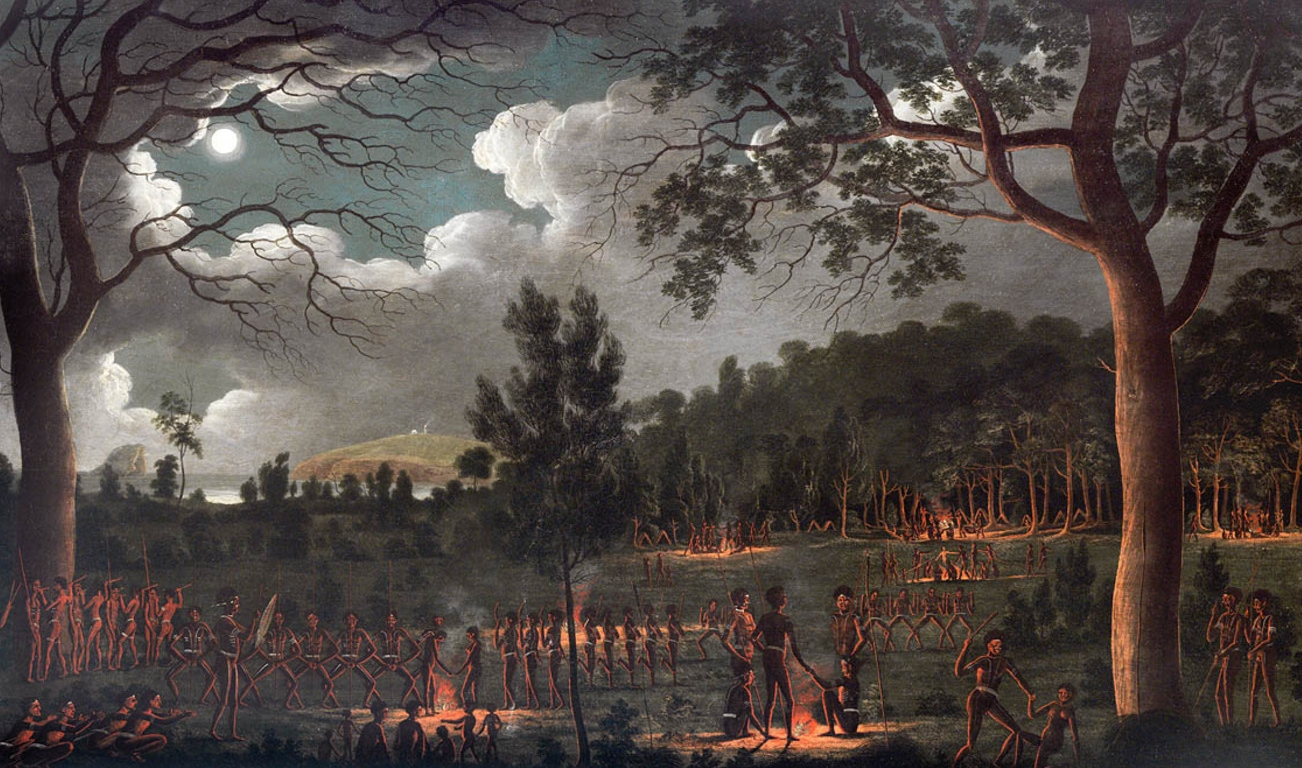
Corroboree en Newcastle, por el artista convicto Joseph Lycett, hacia 1818. Las prácticas religiosas de los aborígenes australianos asociadas al Tiempo del Sueño se han practicado durante decenas de miles de años.

Australia no tiene religión oficial de Estado y la Constitución australiana prohíbe al gobierno de la Mancomunidad establecer una iglesia o interferir en la libertad de culto. Según el censo australiano de 2011, el 61,1 % de los australianos se declaraban cristianos. Históricamente, esta proporción ha sido mayor y una proporción cada vez mayor de la población se define como irreligiosa, con un 22,3 % de australianos que se declaran «sin religión» en el censo. También hay cada vez más comunidades de otras religiones. Desde las primeras décadas posteriores a la federación, personas de diversos orígenes religiosos han ocupado cargos públicos. El primer gobernador general judío, Isaac Isaacs, fue elegido por el primer primer ministro católico, James Scullin, en la década de 1930. En los últimos tiempos, algunos primeros ministros se han identificado como religiosos, otros como no religiosos.
El cristianismo ha tenido un impacto duradero en Australia. En el momento de la federación, en 1901, el 97 % de los australianos se declaraban cristianos. La Iglesia anglicana (antes Iglesia de Inglaterra) siguió siendo la mayor confesión hasta 1986, cuando fue superada por la Iglesia católica. Los católicos australianos eran predominantemente de origen irlandés hasta que la inmigración posterior a la Segunda Guerra Mundial trajo a más de un millón de católicos de otros lugares de Europa. Las fiestas cristianas de Navidad y Pascua son días festivos nacionales en Australia. Las organizaciones caritativas, hospitales y escuelas cristianas han desempeñado un papel destacado en el bienestar y la educación desde la época colonial. En 2008, el 20 % del alumnado asistía a escuelas católicas. Organizaciones cristianas como la Sociedad de San Vicente de Paúl, el Ejército de Salvación y Anglicare prestan servicios sociales en toda Australia. Entre los cristianos de importancia histórica se encuentran los predicadores David Unaipon, el primer autor aborigen, y el reverendo John Flynn, fundador del Royal Flying Doctor Service. La sufragista Catherine Helen Spence no sólo fue la primera candidata política de Australia, sino también una de sus primeras predicadoras. Mary MacKillop, cofundadora de una orden de monjas en el siglo XIX, las Hermanas de San José, fue la primera australiana canonizada como santa católica en 2010, y Sir Douglas Nicholls, predicador y activista por los derechos de los aborígenes, fue el primer australiano indígena nombrado gobernador de un estado australiano.

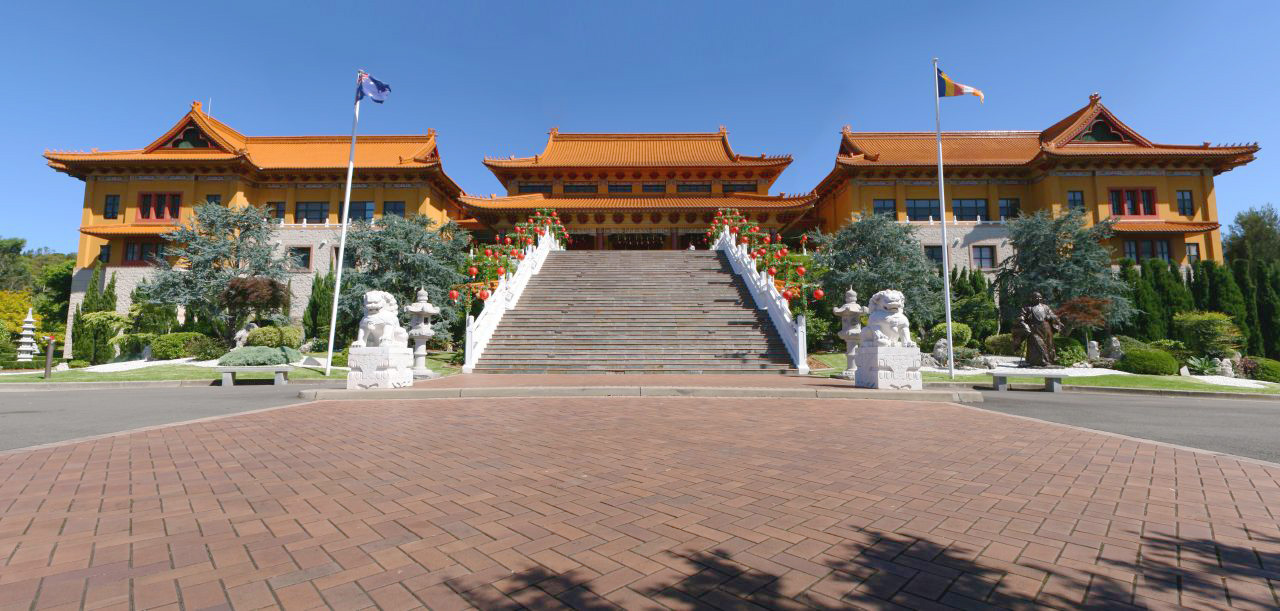
Templo Nan Tien, templo budista de Wollongong. La inmigración multicultural ha aumentado la diversidad religiosa de Australia.

La proporción de la población total que es cristiana cayó del 71 % en 1996 a alrededor del 61,1 % en 2011, mientras que las personas afiliadas a religiones no cristianas aumentaron de alrededor del 3,5 % al 7,2 % en el mismo período. El budismo fue la religión que aumentó más rápidamente, del 1,1 % al 2,5 %. El aumento de la inmigración procedente del sudeste asiático ha sido un factor importante en este crecimiento, pero los australianos de origen anglo-celta también han mostrado un creciente interés por el budismo. El islam aumentó durante el periodo del 1,1 % al 2,2 %, con diversas comunidades concentradas principalmente en Sídney y Melbourne. La historia de los judíos en Australia se remonta a la Primera Flota, que trajo convictos judíos a Sídney en 1788. En la actualidad, muchos judíos en Australia proceden de refugiados y supervivientes del Holocausto que llegaron durante y después de la Segunda Guerra Mundial. Los hindúes llegaron a Australia como trabajadores y comerciantes durante el siglo XIX, y su número aumentó espectacularmente a partir de la década de 1960, duplicándose con creces entre 1996 y 2006.
La tradición y la espiritualidad de los aborígenes australianos hacen gran hincapié en el papel de los ancianos de la tribu a la hora de transmitir las historias del Sueño y las habilidades y lecciones para la supervivencia (como la caza y el rastreo). La historia de la creación y el sistema de creencias de la tradición aborigen, traducido al español como Tiempo del Sueño, veneran la tierra y los animales y espíritus que la habitan. La colonización europea introdujo a los indígenas australianos en el cristianismo, especialmente a través de las «misiones». Las experiencias de los aborígenes con las misiones fueron muy diversas.

## Aspectos sociales
| «Canberra es una cosa pobre comparada con Washington [D.C.] y no hay una gran metrópolis como Nueva York que marque muchas de las tendencias de la nación. No hay una ciudad central generalmente reconocida donde se crea que ocurren las cosas importantes y parece mejor estar».—Donald Horne en The Lucky Country (1964), describiendo el cómodo provincianismo de los australianos y la falta de epicentro cultural en una gran ciudad. |

Críticos y estudiosos han criticado a veces la cultura australiana, tachándola de kitsch, poco culta o de mal gusto. Para describir este arraigado complejo de inferioridad nacional, que asume que las ideas y culturas de otros lugares son automáticamente superiores, se acuñó el término «cringe cultural». Se han establecido algunos vínculos entre el cringe cultural y el antiintelectualismo que se percibe en la vida pública australiana. Algunos comentaristas han observado un declive de la crispación cultural en el siglo XXI, con un «cambio social» y una mayor reverencia por la cultura australiana. La frase «The Lucky Country», acuñada por Donald Horne, hace referencia al clima, el estilo de vida y la historia de Australia. Irónicamente, Horne utilizaba el término para denigrar el filisteísmo político, la falta de innovación y criticar la autocomplacencia de la sociedad australiana a principios de la década de 1960. Desde que Horne acuñó la expresión, tanto los medios de comunicación como el público en general la han aplicado erróneamente para referirse a la suerte de Australia. A pesar de que Horne se lamentaba de que Australia no tuviera una «gran ciudad» que «marcara las tendencias de la nación», en los años 40-70 surgió en Sídney un movimiento contracultural y una escena intelectual conocidos como el Sydney Push, del que la feminista Germaine Greer fue una destacada integrante.
La «camaradería» o fraternidad leal es un código de conducta, especialmente entre hombres, aunque más recientemente también entre hombres y mujeres, que hace hincapié en la igualdad y la amistad. El valor del compañerismo tiene su origen en la dificultad de someter la tierra. A diferencia de otras culturas basadas en un paisaje propicio que tratan de proteger de los demás, los colonos australianos experimentaron grandes dificultades y tuvieron que apoyarse mutuamente para sobrevivir. La lucha contra los elementos hizo que el apodo de un miembro de la clase trabajadora australiana fuera el de «batallador australiano».

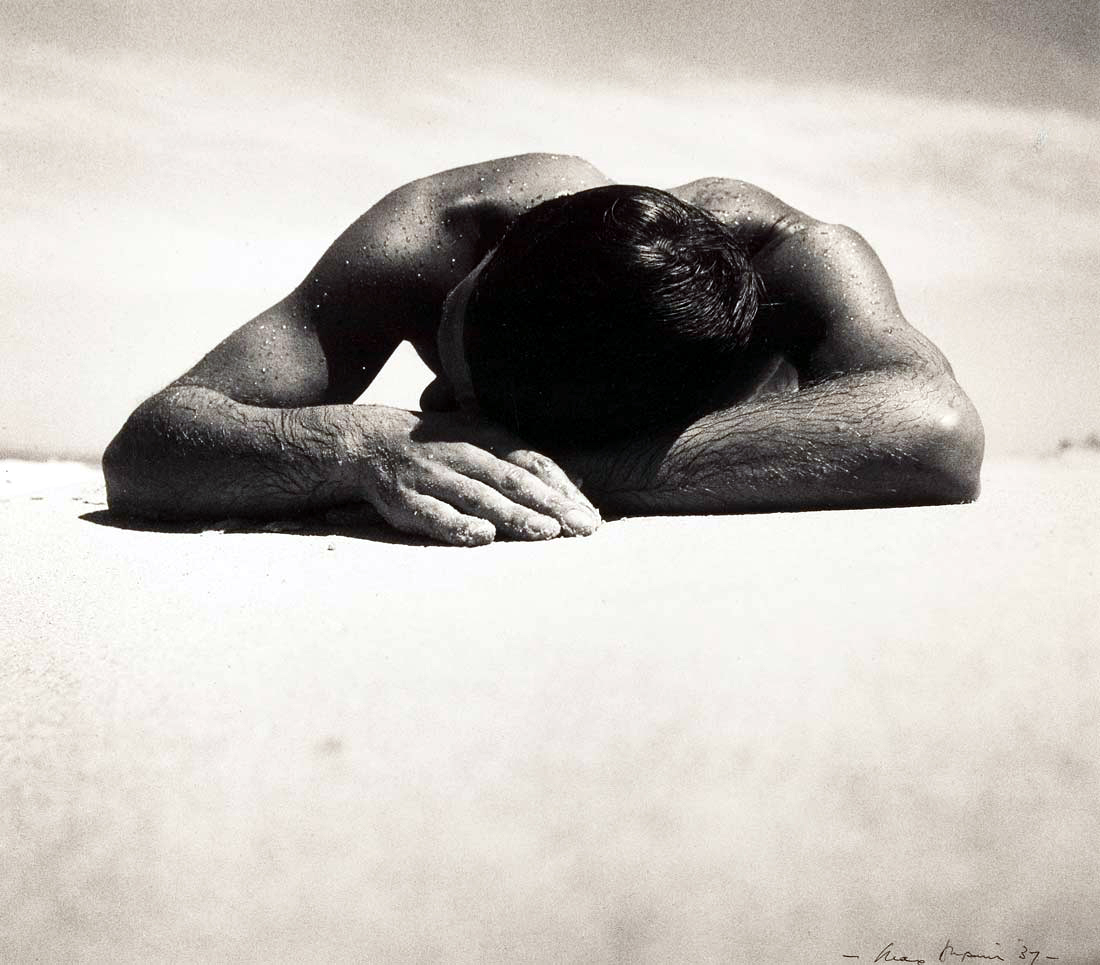
Sunbaker (1937), fotografía de Max Dupain. Ha sido descrita como «la quintaesencia de Australia» y «una especie de icono del estilo de vida australiano».

Un aspecto de la cultura del mateship en el lenguaje es que los australianos tienen propensión a las formas diminutivas de los nombres, por ejemplo Hargrave → Hargie; Wilkinson → Wilko; John → Johnno; David → Davo; Hogan → Hoges; James → Jimmy → Jim → Jimbo. Se trata de una muestra de afecto y aceptación más que de menosprecio.  Cualquier deslealtad o mal trato a sus «compañeros» se trata con dureza. A los australianos les desagrada especialmente presumir o hacer excesiva publicidad de los propios éxitos. El término «síndrome de la amapola alta» se utiliza habitualmente para describir a las personas que se crecen más que sus compañeros y son duramente criticadas por narcisistas o por «crecerse a sí mismas». Incluso los australianos más exitosos y guapos se afanan en proclamar lo ordinarios que son, hasta el punto de que dos tercios de los hogares con mayores ingresos se definen a sí mismos como clase media, clase media baja o incluso clase trabajadora. Este sistema social igualitario hace que los australianos parezcan «relajados», acogedores o distendidos ante los demás.
La cultura del compañerismo, combinada con la cultura original de los convictos y luego con la colonial, ha creado una irreverencia hacia la autoridad establecida, sobre todo si es pomposa o no está en contacto con la realidad. Los políticos, o «pollies», suelen ser objeto de aversión y desconfianza. Los políticos que aspiran a dirigir deben acatar las opiniones del electorado igualitario, que castigará cualquier atisbo de arrogancia o comportamiento de búsqueda de gloria. De hecho, la participación en las elecciones había sido tan baja que se introdujo el voto obligatorio para las elecciones federales de 1925.
Reflejando el síndrome de la amapola alta que «devuelve a la Tierra a los que vuelan alto», la igualitaria sociedad australiana tiene un tradicional apoyo al underdog. Los australianos apoyan a quienes parecen estar en desventaja, incluso cuando compiten contra otros australianos, como en los acontecimientos deportivos. En relación con el desvalido está la creencia en el «fair go», que se dice que es una parte clave de la cultura australiana y de la sociedad australiana. Una definición aceptada de «fair go» en este sentido australiano es «una oportunidad, una oportunidad adecuada. A menudo se utiliza para describir un curso de acción justo y razonable». El derecho a «una oportunidad justa» ha resultado ser el valor más valorado en una reciente encuesta publicada sobre la opinión de los ciudadanos australianos. Esta creencia sustenta el apoyo político bipartidista a unos sólidos sistemas públicos de sanidad y educación en Australia, así como a una legislación sobre igualdad de oportunidades que garantice que las personas no queden excluidas de empleos o puestos por su raza, sexo u orientación sexual. Este valor es citado con frecuencia por los políticos que desean asociarse a sí mismos o a su partido con las connotaciones positivas de esta noción. Ha habido un debate público y político continuo sobre el lugar y el futuro del «fair go» en la sociedad australiana. Esto es especialmente frecuente en referencia a cuestiones y políticas económicas. Los defensores del «fair go» también lo utilizan a menudo para señalar a grupos que han sido ignorados o tratados injustamente según las expectativas de trato de la comunidad en general. Ejemplos recientes de ello son la presentación en los medios de comunicación del trato que reciben los inmigrantes ilegales, los solicitantes de asilo y los refugiados, así como la campaña comunitaria en apoyo del «fair go» para el gran grupo de médicos australianos clasificados como «médicos generales no colegiados», y que están sujetos a salarios y condiciones discriminatorios en comparación con sus colegas, por un trabajo idéntico.

## Arte
Las artes de Australia han alcanzado reconocimiento internacional. Aunque gran parte de la producción cultural australiana ha tendido tradicionalmente a ajustarse a las tendencias y estilos generales de las artes occidentales, las artes practicadas por los indígenas australianos representan una tradición cultural australiana única, y el paisaje y la historia de Australia han contribuido a algunas variaciones únicas en los estilos heredados por las diversas comunidades de emigrantes australianos.

### Literatura
A medida que transcurría la época de los convictos -recogida sobre todo en For the Term of His Natural Life (1874), de Marcus Clarke, una obra fundamental del gótico tasmano-, la sabana y la vida cotidiana australiana adquirieron primacía como temas. Charles Harpur, Henry Kendall y Adam Lindsay Gordon ganaron fama a mediados del siglo XIX por sus poemas líricos sobre la naturaleza y sus versos patrióticos. Gordon se basó en la coloquialidad y el lenguaje australianos; Clarke calificó su obra como «el comienzo de una escuela nacional de poesía australiana». Robbery Under Arms, de Rolf Boldrewood, publicada por primera vez por entregas en 1882, se considera la novela clásica del bushranging.

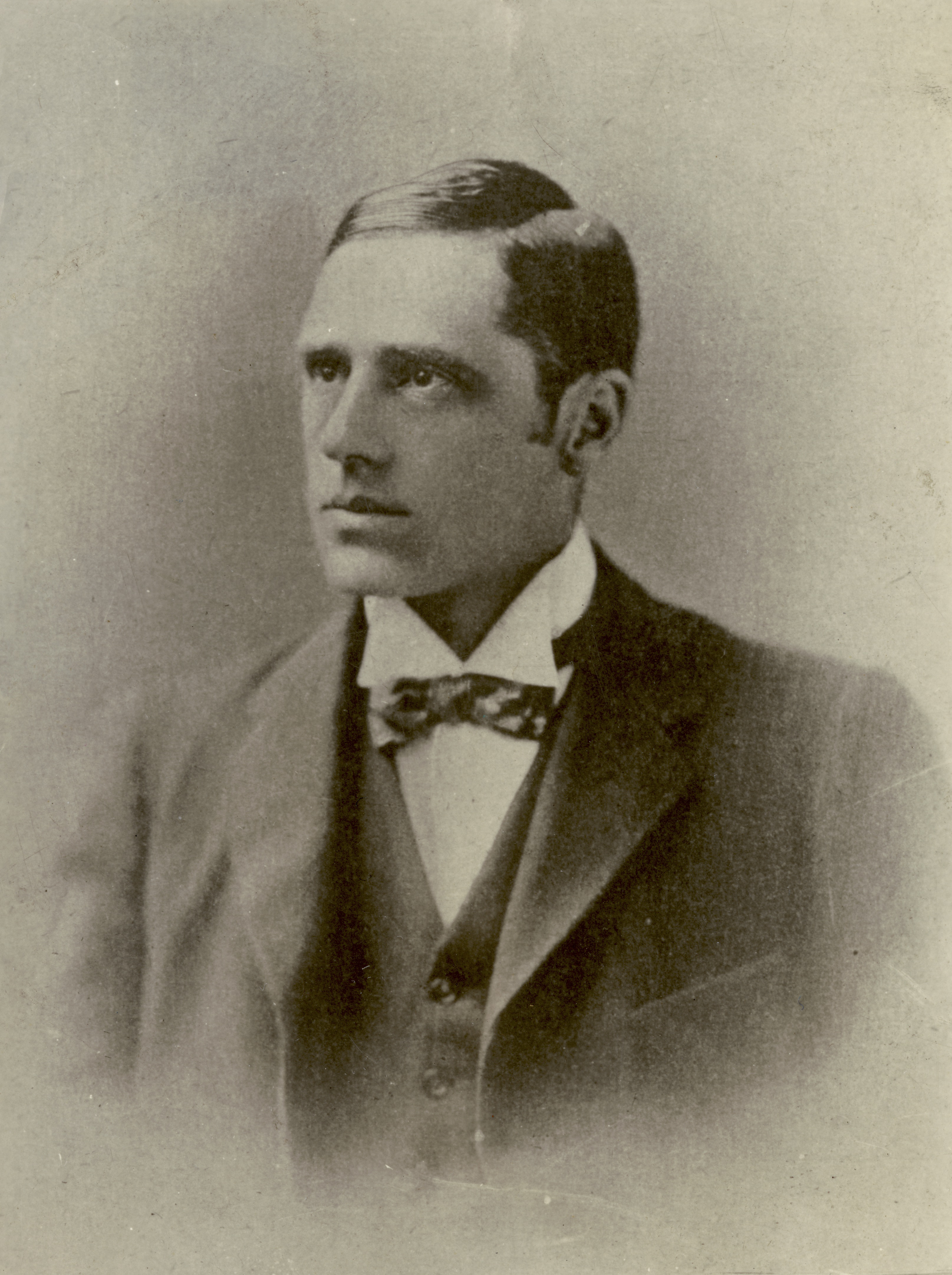
El poeta Andrew Barton Patterson, más conocido como Banjo Patterson y autor de la icónica canción nacionalista «Waltzing Matilda» y otros clásicos literarios.

Fundado en 1880, The Bulletin contribuyó en gran medida a crear la idea de un carácter nacional australiano: antiautoritarismo, igualitarismo, compañerismo y preocupación por el «batallador», forjado contra las brutalidades del monte. Esta imagen se plasmó en las obras de sus poetas, entre los que destacan Henry Lawson, considerado el mejor cuentista australiano, y Banjo Paterson, autor de clásicos como Clancy of the Overflow (1889) y The Man From Snowy River (1890). Dennis escribió humor en la lengua vernácula australiana, sobre todo en la novela en verso The Songs of a Sentimental Bloke (1915), mientras que Dorothea Mackellar escribió el emblemático poema patriótico My Country (1908), que reflejaba el espíritu de ardiente nacionalismo que se había encendido con la federación australiana en 1901. La primera literatura infantil australiana también se inscribió en la tradición bush; entre los eternos favoritos figuran The Magic Pudding (1918), de Norman Lindsay, Snugglepot and Cuddlepie (1918), de May Gibbs, y Blinky Bill (1933), de Dorothy Wall.
Entre los poetas más destacados de principios del siglo XX figuran Kenneth Slessor, Mary Gilmore y Judith Wright. En la década de 1930 surgió el movimiento nacionalista Jindyworobak, que pretendía desarrollar una poesía australiana distintiva mediante la apropiación de las lenguas e ideas aborígenes. Por el contrario, los Angry Penguins, en torno a la revista homónima de Max Harris, promovían el modernismo internacional. Una reacción violenta desembocó en el asunto Ern Malley de 1943, el engaño literario más famoso de Australia.

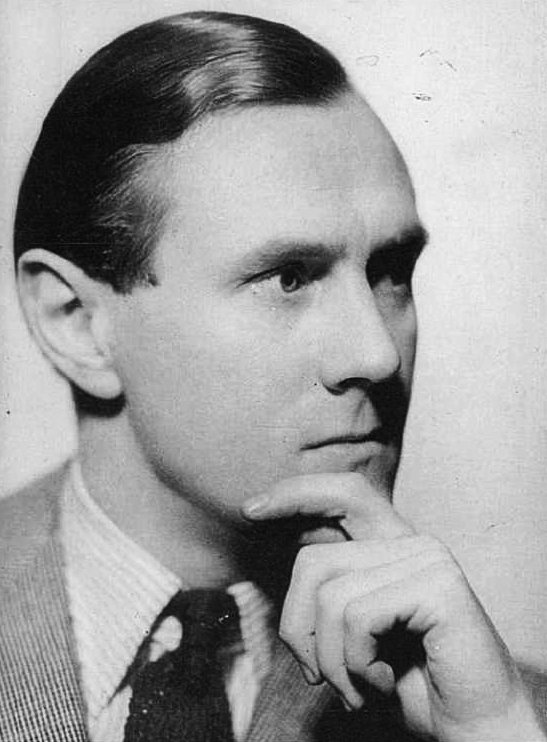
Patrick White, ganador del Premio Nobel de Literatura de 1973.

El legado de Miles Franklin, célebre por su novela de 1901 My Brilliant Career, es el Premio Miles Franklin, que «se concede cada año a una novela del mayor mérito literario y que presente la vida australiana en cualquiera de sus fases». Patrick White ganó el premio inaugural por Voss en 1957; posteriormente obtuvo el Premio Nobel de Literatura en 1973. Peter Carey, Thomas Keneally y Richard Flanagan han recibido el Premio Booker. Otros autores australianos aclamados son Colleen McCullough, Nevil Shute, Tim Winton, Ruth Park y Morris West. La novela de Helen Garner Monkey Grip (1977) se considera una de las primeras novelas contemporáneas de Australia, y desde entonces ha escrito tanto ficción como no ficción. Entre los autores expatriados destacan la feminista Germaine Greer y el humorista Clive James. El polémico libro de no ficción de Greer The Female Eunuch, publicado en 1970, se convirtió en un bestseller mundial y se considera un texto feminista decisivo. Entre los poetas contemporáneos más conocidos figuran Les Murray y Bruce Dawe.
David Unaipon es conocido como el primer autor indígena australiano. Oodgeroo Noonuccal fue el primer aborigen australiano que publicó un libro de versos. Un importante relato contemporáneo de las experiencias de la Australia indígena puede encontrarse en My Place, de Sally Morgan. Académicos y activistas contemporáneos como Marcia Langton y Noel Pearson son destacados ensayistas y autores sobre temas aborígenes.
Charles Bean (The Story of Anzac: From the Outbreak of War to the End of the First Phase of the Gallipoli Campaign 4 May 1915, 1921) Geoffrey Blainey (The Tyranny of Distance, 1966), Robert Hughes (The Fatal Shore, 1987), Manning Clark (A History of Australia, 1962-87) y Marcia Langton (First Australians, 2008) son autores de importantes historias de Australia.

### Teatro

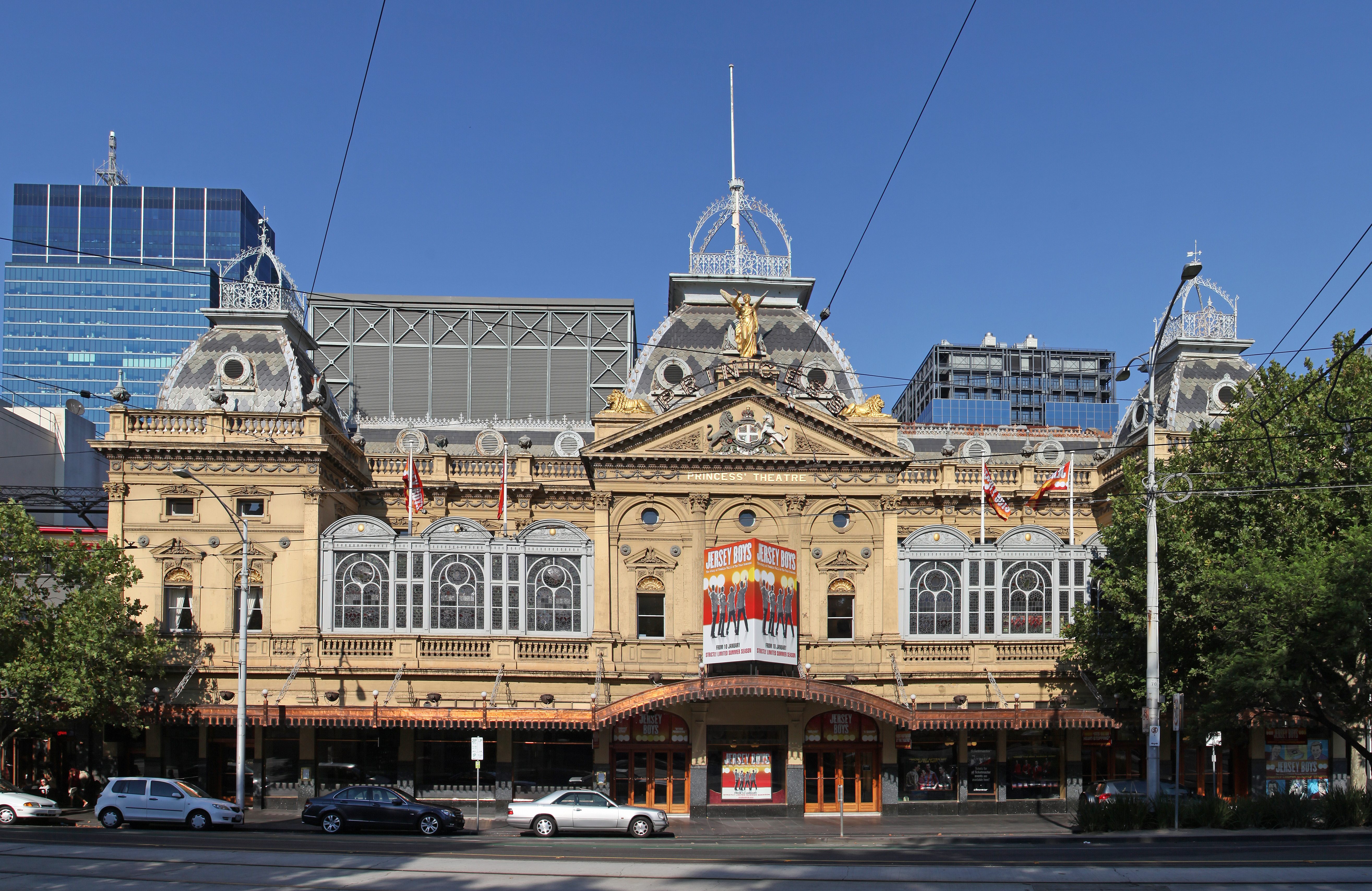
The Princess Theatre, de Melbourne.

Las tradiciones europeas llegaron a Australia con la Primera Flota en 1788, y la primera producción fue representada en 1789 por convictos. En 1988, año del bicentenario de Australia, se relataron las circunstancias de la fundación del teatro australiano en la obra Our Country's Good, de Timberlake Wertenbaker.
El Royal Hobert Theatre abrió sus puertas en 1837 y es el teatro más antiguo de Australia en funcionamiento ininterrumpido. El Melbourne Athenaeum, inaugurado en 1839, es una de las instituciones culturales más antiguas de Melbourne, y el Queen's Theatre de Adelaida, fundado en 1841, es hoy el teatro más antiguo del continente. La fiebre del oro de mediados del siglo XIX proporcionó fondos para la construcción de grandes teatros de estilo victoriano, como el The Princess Theatre de Melbourne, fundado en 1854.
Tras la federación en 1901, las producciones teatrales pusieron de manifiesto el nuevo sentimiento de identidad nacional. On Our Selection (1912), basada en los relatos de Steele Rudd, retrata a una familia de granjeros pioneros y se hizo inmensamente popular. El gran Capitol Theatre de Sídney se inauguró en 1928 y, tras su restauración, sigue siendo uno de los mejores auditorios del país.

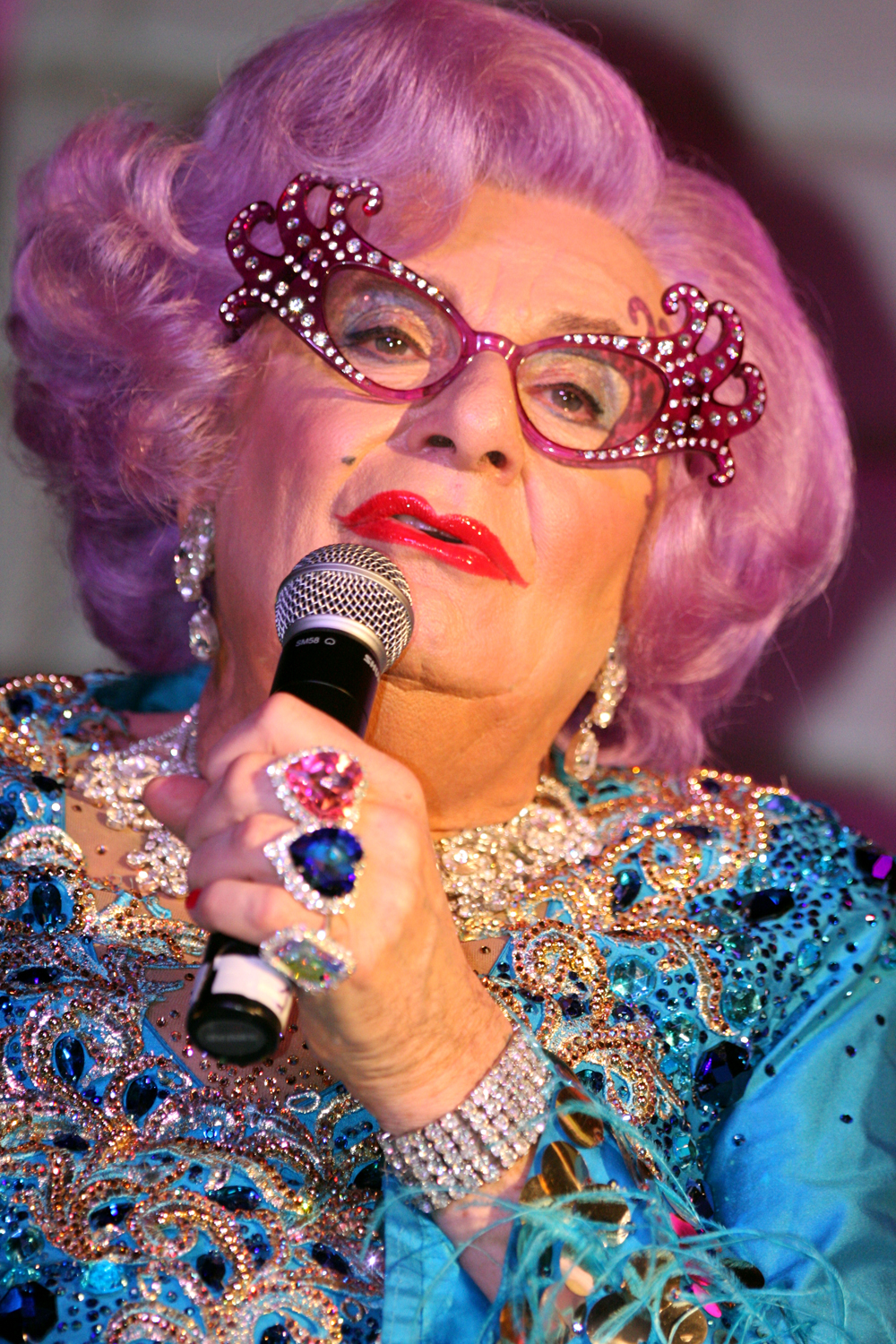
Dame Edna Everage, personaje ficticio ícono del teatro y la comedia australiana, creado e interpretado por Barry Humphries.

En 1955, Summer of the Seventeenth Doll, de Ray Lawler, retrataba a personajes decididamente australianos y alcanzó fama internacional. Ese mismo año, el joven artista de Melbourne Barry Humphries interpretó por primera vez a Dame Edna en el Union Theatre de la Universidad de Melbourne. Sus satíricas creaciones escénicas, en especial Dame Edna y Les Patterson, se convirtieron en iconos culturales australianos. Humphries también alcanzó el éxito en Estados Unidos con giras en Broadway y ha sido homenajeado en Australia y Gran Bretaña.
Fundado en Sídney en 1958, el Instituto Nacional de Arte Dramático cuenta entre sus famosos exalumnos con Cate Blanchett, Mel Gibson y Hugo Weaving. La Ópera de Sídney, inaugurada en 1973, es la sede de Opera Australia y de la Compañía de Teatro de Sídney.
En 1990 se creó la Bell Shakespeare Company. En la década de 1990 llegó un periodo de éxito para el teatro musical australiano con el estreno de las biografías musicales de los cantantes australianos Peter Allen (The Boy From Oz en 1998) y Johnny O'Keefe (Shout! The Legend of The Wild One).
En The One Day of the Year, Alan Seymour estudió el carácter paradójico de la conmemoración por los australianos del Día ANZAC de la derrota de la batalla de Galípoli. Ngapartji Ngapartji, de Scott Rankin y Trevor Jamieson, narra la historia de los efectos en el pueblo pitjantjatjara de las pruebas nucleares realizadas en el desierto occidental durante la Guerra Fría. Es un ejemplo de la fusión contemporánea de tradiciones teatrales en Australia, con actores pitjantjatjara apoyados por un reparto multicultural de ascendencia griega, afgana, japonesa y neozelandesa.

### Arquitectura

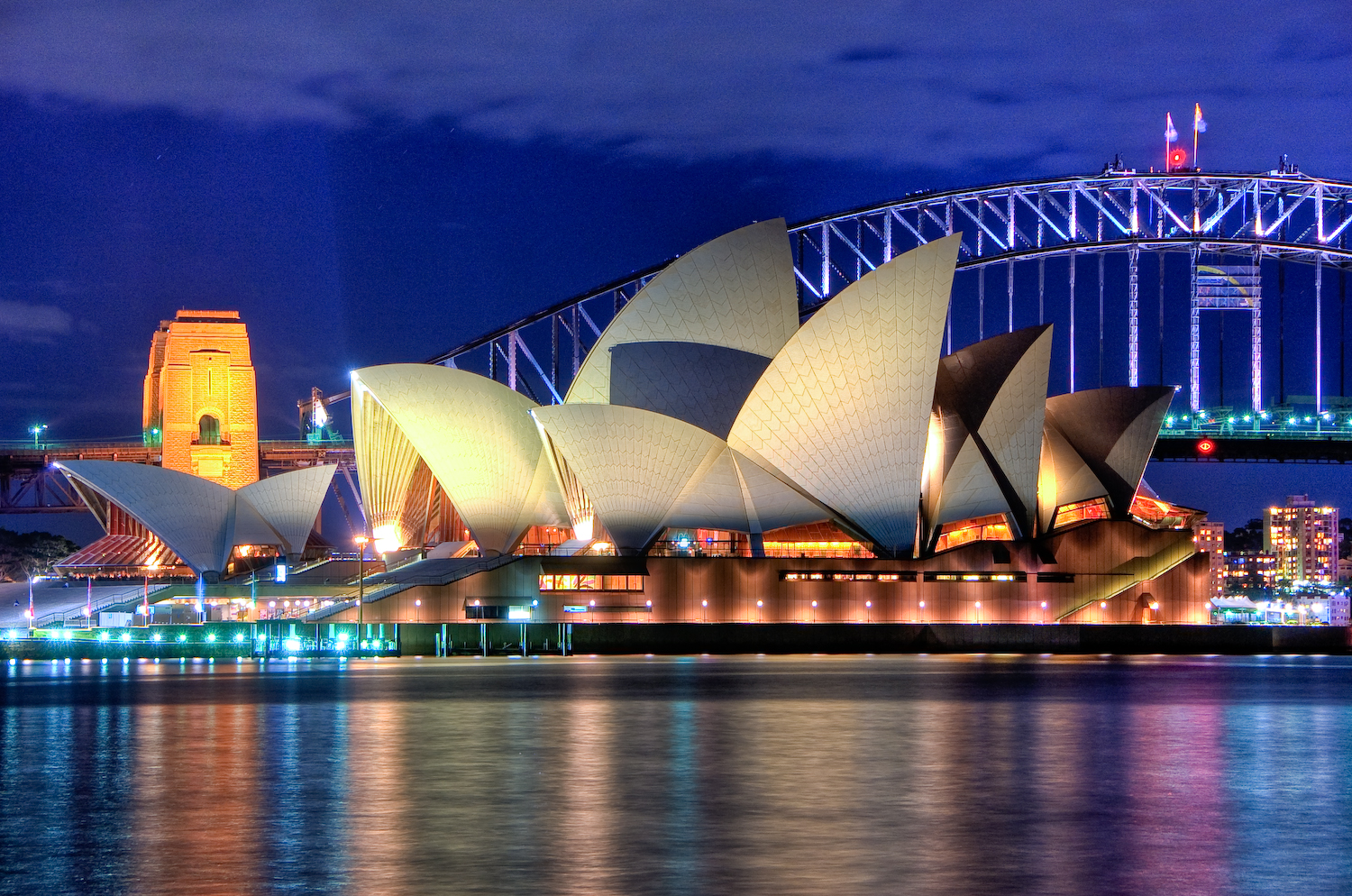
Ópera de Sídney (en primer plano) y el puente de la bahía de Sídney, dos ejemplos icónicos de la arquitectura australiana del.

Australia cuenta con tres sitios arquitectónicos inscritos en la Lista del Patrimonio Mundial de la UNESCO: Los sitios australianos de presidios (que comprenden una colección de 11 sitios separados por toda Australia, incluidos los barracones de Hyde Park en Sídney, Port Arthur en Tasmania y la prisión de Fremantle en Australia Occidental); la Ópera de Sídney; y el Palacio Real de Exposiciones de Melbourne. Entre los ejemplos de arquitectura australiana contemporánea se encuentran el domo de la Academia Australiana de Ciencias en Camberra, considerada «el único ejemplo real de estructuralismo geométrico en Australia»; el puente de la bahía de Sídney, el segundo de mayor longitud cuando se terminó; y el Sidney Myer Music Bowl, el primer primer gran proyecto de construcción en Melbourne. Entre los arquitectos que han trabajado en Australia destacan Francis Greenway, arquitecto colonial del gobernador Lachlan Macquarie; William Wardell, arquitecto neogótico eclesiástico; Walter Burley Griffin, diseñador del trazado de Canberra; Harry Seidler, de tendencia modernista; y Jørn Utzon, diseñador de la Ópera de Sídney.

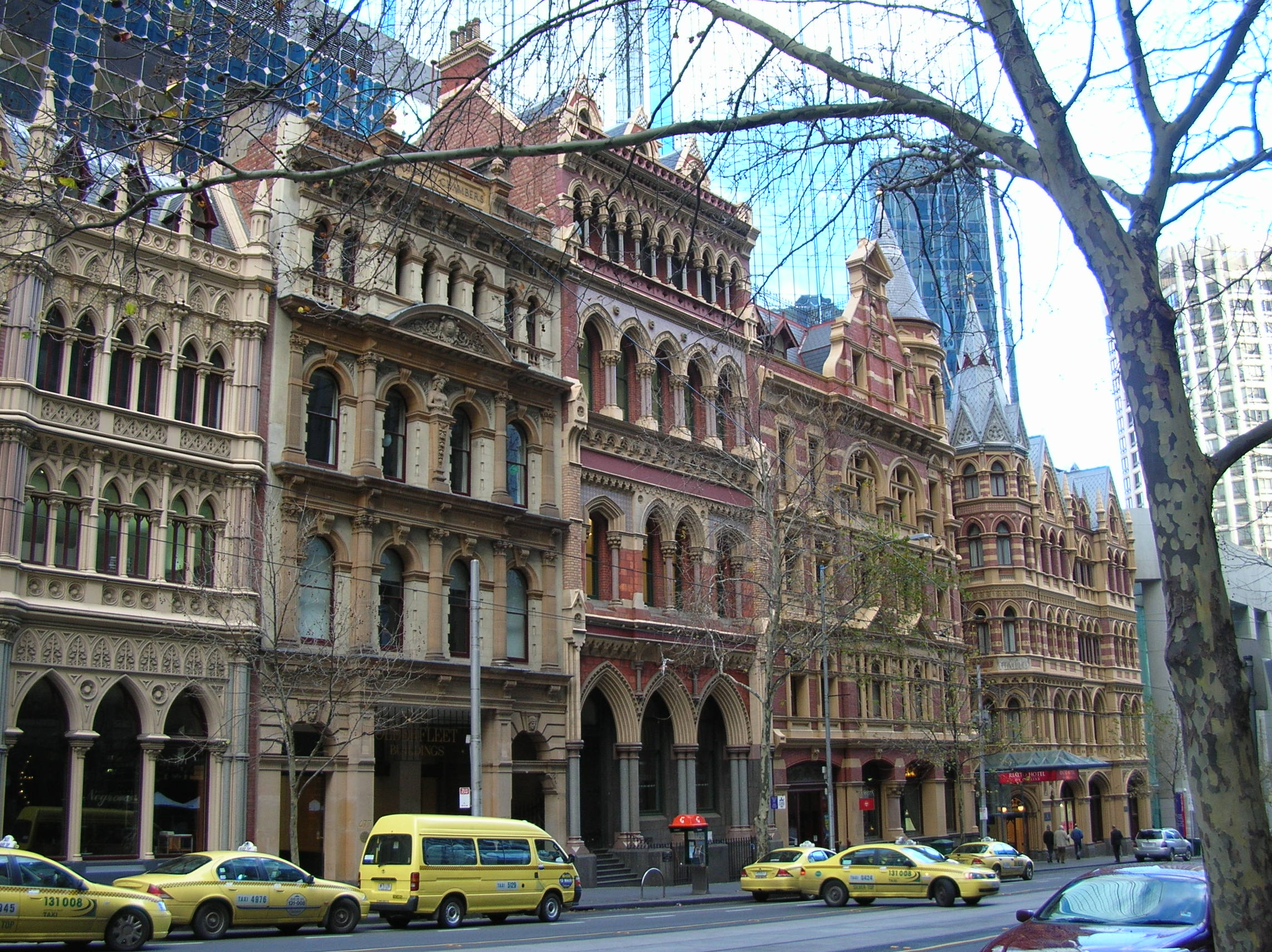
Edificios de la época victoriana en Collins Street, Melbourne.

Las pruebas de estructuras permanentes construidas por los indígenas australianos antes de la colonización europea de Australia en 1788 son limitadas. Gran parte de lo que construyeron era temporal y se utilizaba para vivienda y otras necesidades. Como colonia británica, las primeras construcciones europeas derivaban de las modas europeas de la época. Las tiendas de campaña y las chozas de bahareque (wattle and daub) precedieron a estructuras más sólidas.  La arquitectura georgiana se aprecia en los primeros edificios gubernamentales de Sídney y Tasmania y en las casas de los ricos. Mientras las principales ciudades australianas disfrutaban del auge de la época victoriana, la fiebre del oro de mediados del siglo XIX llevó grandes obras de construcción y una exuberante arquitectura victoriana a las grandes ciudades, sobre todo Melbourne, y a ciudades regionales como Ballarat y Bendigo. Otros movimientos arquitectónicos significativos en la arquitectura australiana son el estilo de la Federación, a principios del siglo XX, y los estilos modernos de finales del siglo XX, que también supusieron la demolición de muchos edificios antiguos. En las épocas victoriana y de la Federación se desarrolló el estilo filigrana, un estilo de arquitectura vernácula desarrollado por los primeros emigrantes europeos como respuesta al nuevo clima subtropical. El estilo favorecía el uso de verandas ornamentales, tanto con fines decorativos como de refrigeración climática. El Queenslander se desarrolló en Queensland y en las zonas septentrionales de Nueva Gales del Sur como una variante regional del estilo filigrana, ya que está fuertemente asociado a la iconografía de esa región.

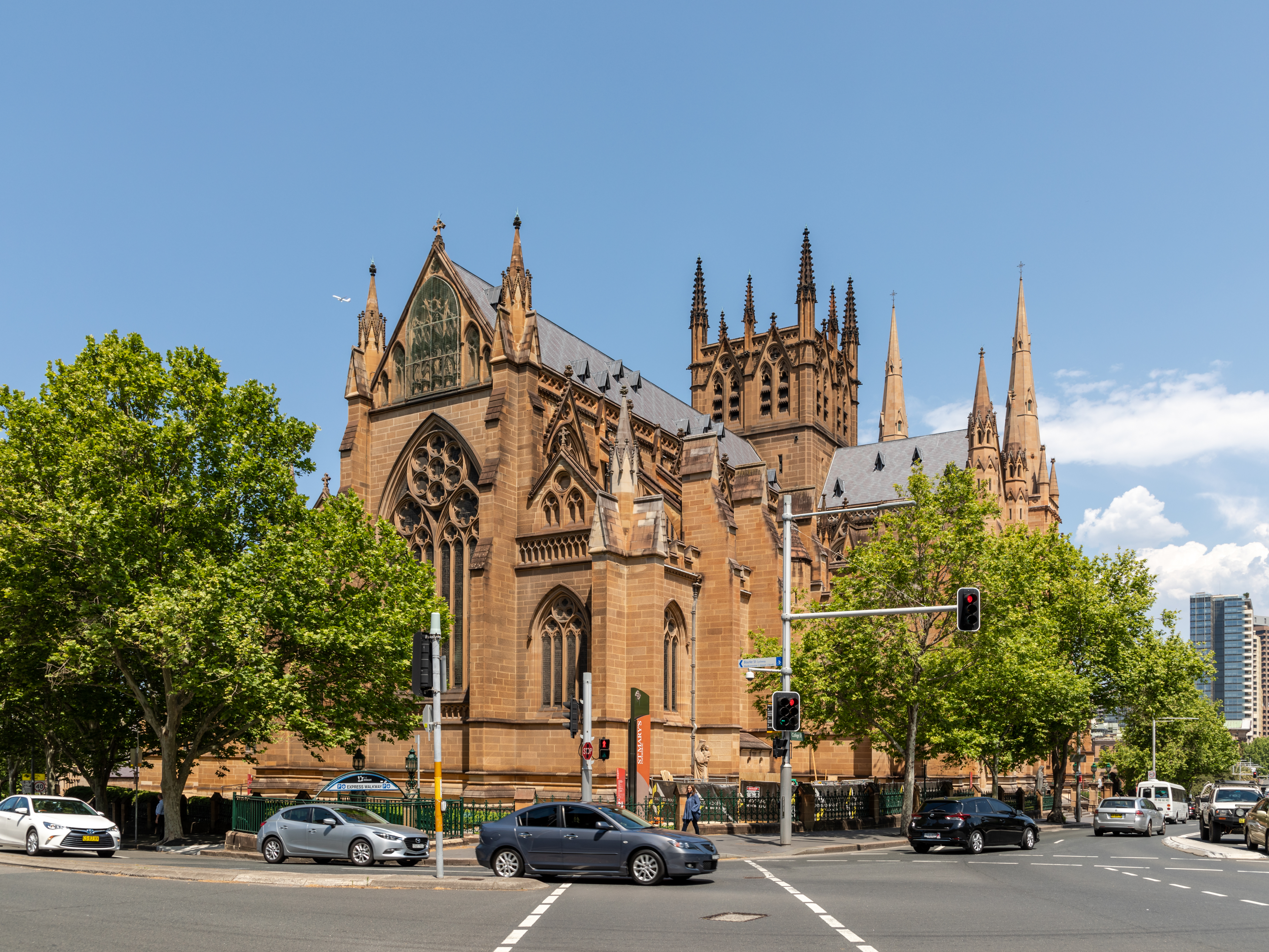
La catedral de Santa María, de estilo neogótico, es la iglesia más grande de Sídney y de Australia.

La arquitectura religiosa también ocupa un lugar destacado en toda Australia, con grandes catedrales anglicanas y católicas en todas las grandes ciudades e iglesias cristianas en la mayoría de los pueblos. Ejemplos notables son la catedral de San Patricio, en Melbourne, y la catedral de Santa María, en Sídney. También son comunes otros lugares de culto, reflejo de la diversidad cultural existente en Australia; la estructura islámica más antigua del hemisferio sur es la Mezquita Central de Adelaida (construida en la década de 1880), y uno de los templos budistas más grandes del hemisferio sur es el Templo Nan Tien de Wollongong. La Gran Sinagoga de Sídney, de estilo gótico, fue consagrada en 1878.
En la década de 1960 surgió una gran preocupación, ya que los promotores inmobiliarios amenazaban con destruir edificios históricos, especialmente en Sídney. La preocupación por el patrimonio condujo a prohibiciones verdes iniciadas por los sindicatos, que salvaron ejemplos significativos del pasado arquitectónico de Australia. Las prohibiciones verdes ayudaron a proteger edificios históricos del siglo XVIII en The Rocks de su demolición para construir torres de oficinas, y evitaron que el Real Jardín Botánico se convirtiera en un aparcamiento para la Ópera de Sídney.

### Artes visuales

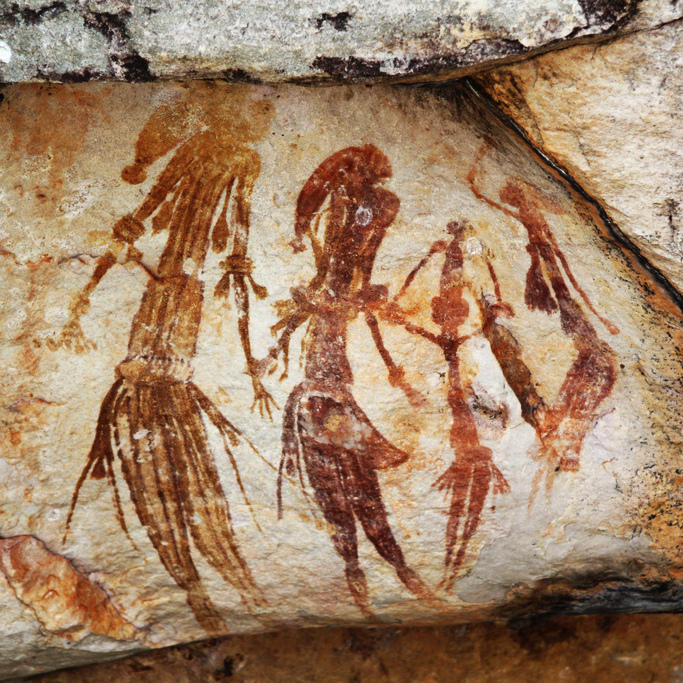
Pinturas rupestres de Gwion Gwion en la región de Kimberley de Australia Occidental.

El arte rupestre aborigen es la tradición artística continua más antigua del mundo, con 60 000 años de antigüedad. Desde las imágenes de Gwion Gwion y Wondjina en Kimberley hasta los grabados rupestres de Sídney, se extiende por cientos de miles de yacimientos, lo que convierte a Australia en el continente más rico en arte prehistórico. El activista indígena del siglo XIX William Barak pintó escenas ceremoniales, como corroborees. La escuela de Hermannsburg, dirigida por Albert Namatjira, alcanzó fama nacional en la década de 1950 por sus acuarelas del desierto. El destacado crítico Robert Hughes consideró el arte indígena contemporáneo como «el último gran movimiento artístico del siglo XX». Exponentes clave como Emily Kame Kngwarreye, Rover Thomas y el grupo Papunya Tula utilizan pinturas acrílicas sobre lienzo para representar ensoñaciones situadas en una topografía simbólica. Warlugulong (1977), de Clifford Possum Tjapaltjarri, tipifica este estilo, conocido popularmente como «pintura de puntos». El arte es importante tanto cultural como económicamente para la sociedad indígena; las comunidades indígenas del centro de Australia tienen «las mayores concentraciones per cápita de artistas de todo el mundo». Las cuestiones de raza e identidad se plantean en las obras de muchos artistas indígenas «urbanos", como Gordon Bennett y Tracey Moffatt.

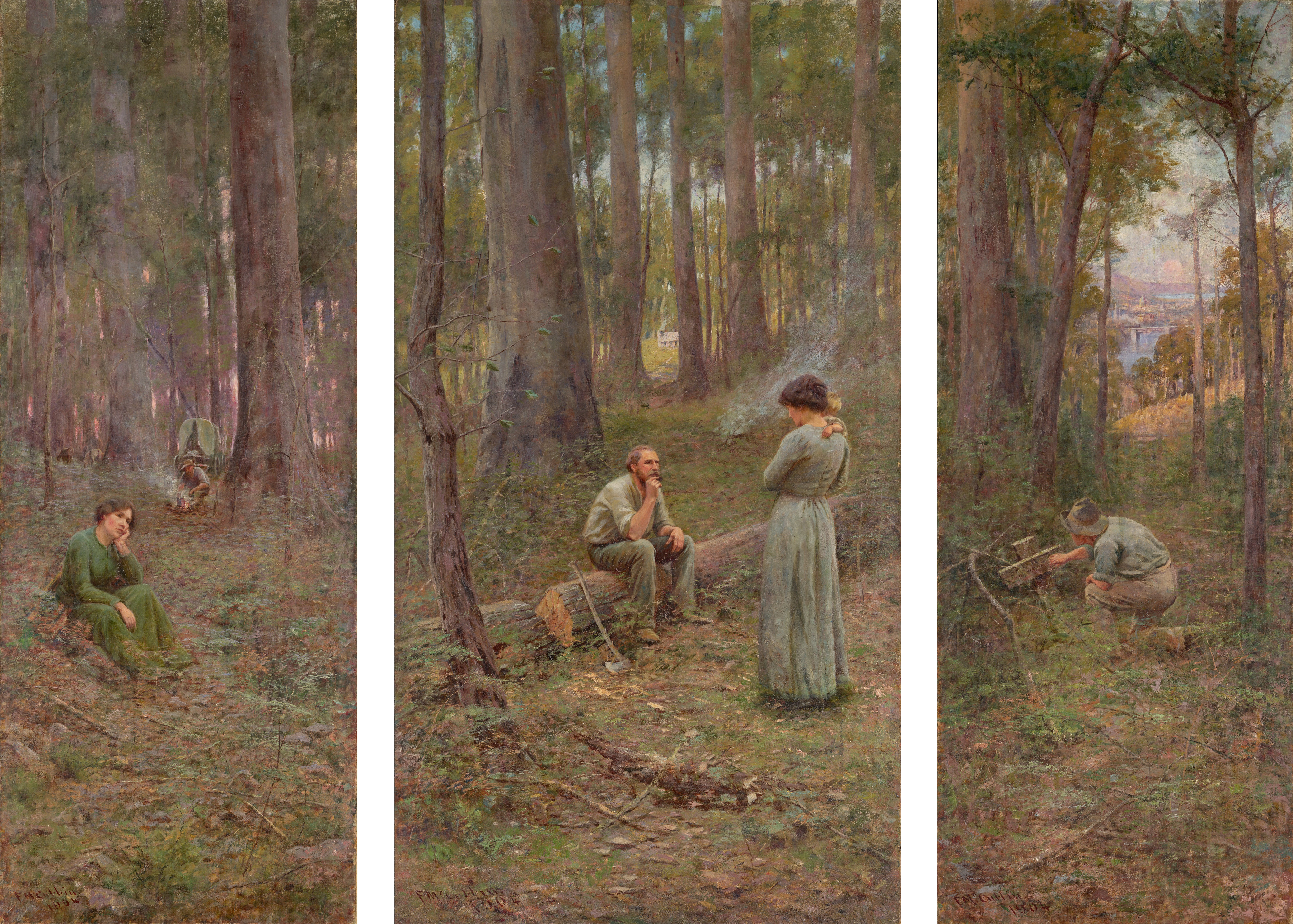
The pioneer (1904), de Frederick McCubbin, ejemplo del impresionismo de la escuela de Heidelberg.

John Glover y Eugene von Guerard fueron dos de los paisajistas más destacados de la época colonial. Los orígenes de una escuela de pintura claramente australiana se asocian a menudo con la escuela de Heidelberg de finales del siglo XIX. Entre las principales figuras de este movimiento figuran Tom Roberts, Arthur Streeton y Frederick McCubbin. Pintaban en plen air, como los impresionistas franceses, e intentaban captar la luz intensa y los colores únicos de la sabana australiana. Obras populares como Down on His Luck (1889), de McCubbin, y Shearing the Rams (1890), de Roberts, definieron un incipiente sentimiento de identidad nacional en el periodo previo a la federación. Se erigieron monumentos cívicos a héroes nacionales; uno de los primeros ejemplos es la estatua de 1865 de Charles Summers de los malogrados exploradores Burke y Wills, situada en Melbourne.
Uno de los primeros artistas australianos que adquirieron reputación en el extranjero fue el impresionista John Peter Russell en la década de 1880. Él y Charles Conder, de la escuela de Heidelberg, eran los únicos pintores australianos conocidos que mantenían estrechos vínculos con la vanguardia europea de la época. Otros expatriados notables fueron Rupert Bunny, pintor de salón de retratos sensuales, y el escultor Bertram Mackennal, conocido por sus obras de encargo en Australia y en el extranjero.

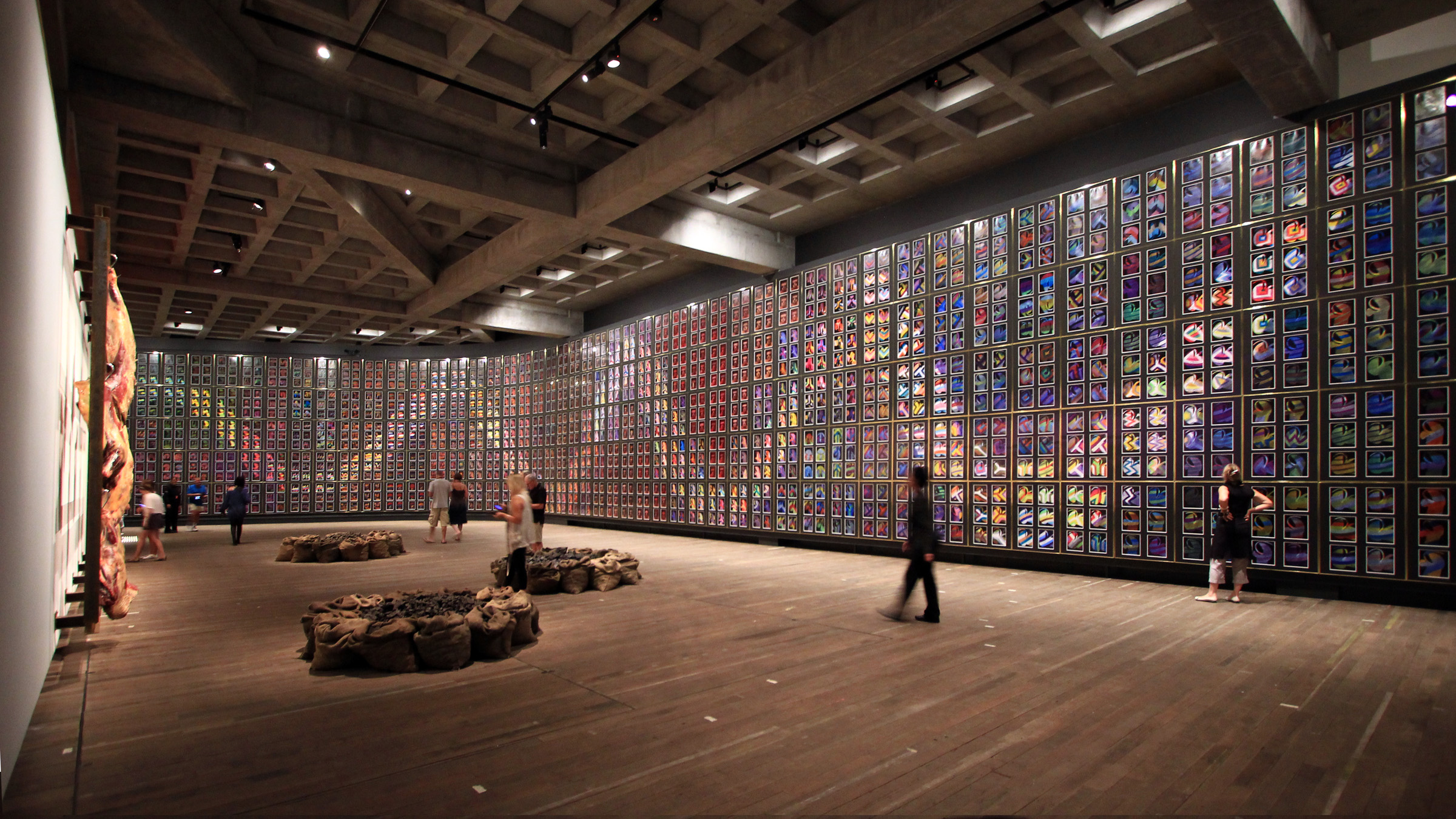
Snake (1972), de Sidney Nolan, en el Museo de Arte Antiguo y Nuevo de Hobart, Tasmania.

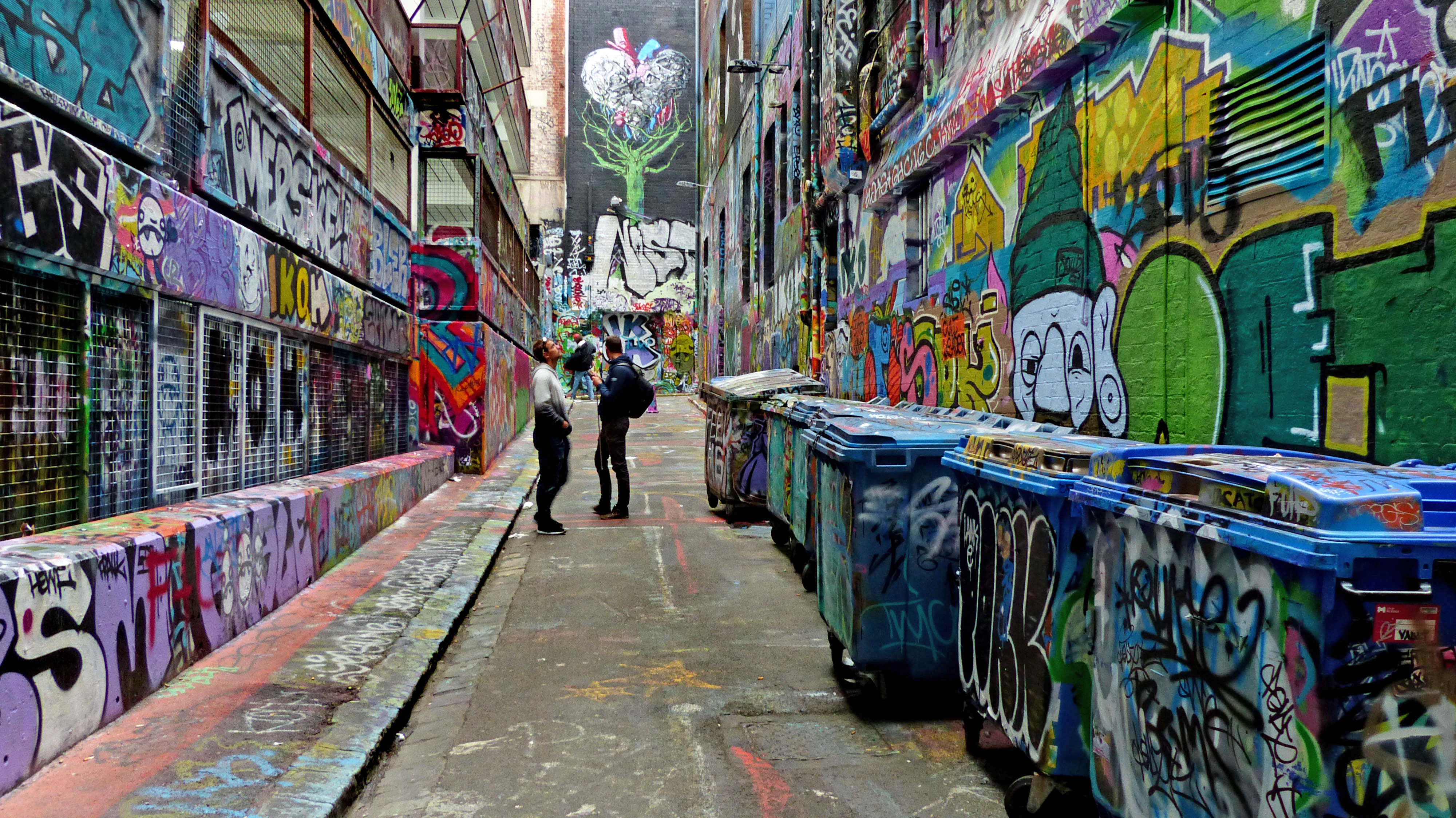
Lonely Planet calificó a Melbourne de «capital mundial del arte callejero».

La tradición de Heidelberg perduró en las imágenes de árboles de eucalipto de Hans Heysen. Roy de Maistre y Grace Cossington Smith fueron pioneros del modernismo en Australia. Jessie Traill y Margaret Preston destacaron en el grabado; esta última artista abogó por un arte nacional moderno basado en diseños aborígenes. El establishment artístico conservador se opuso en gran medida al arte moderno, al igual que los Lindsays y los tonalistas australianos. La controversia sobre el arte moderno en Australia alcanzó su punto álgido cuando William Dobell ganó en 1943 el Premio Archibald de retrato. A pesar de esta oposición, las nuevas tendencias artísticas fueron ganando popularidad. El fotógrafo Max Dupain creó audaces composiciones modernistas de la cultura playera de Sídney. Sidney Nolan, Arthur Boyd, Joy Hester y Albert Tucker eran miembros de los Angry Penguins, un grupo de expresionistas que revivieron la pintura paisajista australiana mediante el uso del mito, el folclore y el simbolismo personal. El uso del surrealismo permitió a los artistas evocar la extraña inquietud del outback, ejemplificada en la icónica serie Ned Kelly de Nolan y en The Cricketers (1948) de Russell Drysdale. Los paisajes de posguerra de Fred Williams, Ian Fairweather y John Olsen rozan la abstracción, mientras que los Antipodeans y Brett Whiteley exploraron aún más las posibilidades de la pintura figurativa.
El fotógrafo Bill Henson, el escultor Ron Mueck y la «exposición de arte vivo» Leigh Bowery figuran entre los artistas contemporáneos más conocidos de Australia. La producción de Australiana de Pro Hart, las caricaturas poéticas de Michael Leunig y las vistas del puerto de Sídney de Ken Done son ampliamente conocidas a través de reproducciones. El arte callejero australiano floreció a principios del siglo XXI, sobre todo en Melbourne.
Entre las principales instituciones artísticas de Australia se encuentran la Galería Nacional de Victoria, en Melbourne; la Galería Nacional de Australia, el Museo Nacional de Australia y la Galería Nacional de Retratos, en Canberra; y la Galería de Arte de Nueva Gales del Sur, en Sídney. El Museo de Arte Antiguo y Nuevo de Hobart es el mayor museo privado del hemisferio sur.

### Cine

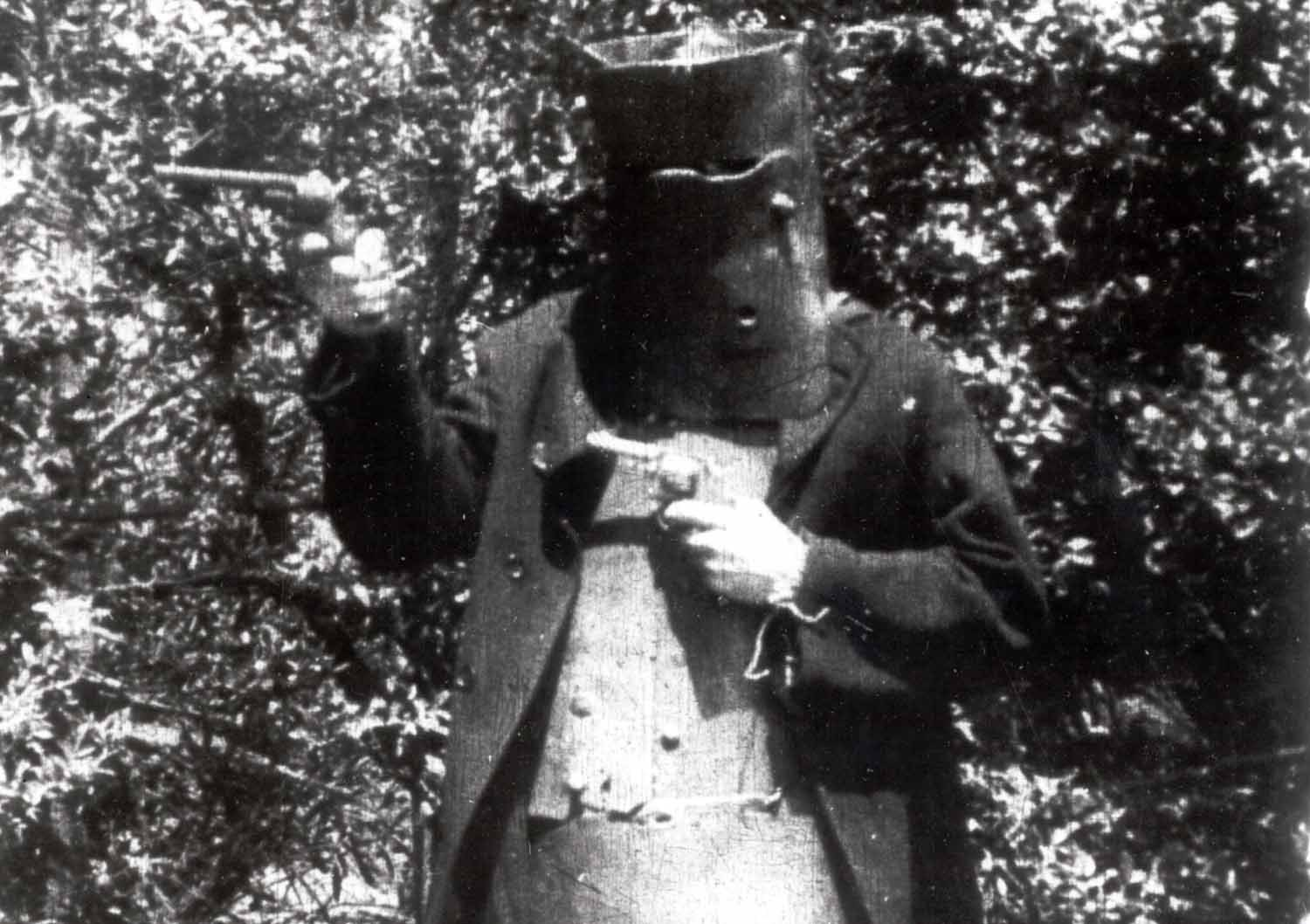
Actor que interpreta al buscavidas Ned Kelly en The Story of the Kelly Gang (1906), el primer largometraje del mundo.

El primer estudio cinematográfico de Australia, el Limelight Department, fue creado por el Ejército de Salvación en Melbourne en 1898, y se cree que fue el primero del mundo. El primer largometraje del mundo fue la producción australiana de 1906 The Story of the Kelly Gang. El cine mudo australiano estuvo dominado por historias sobre la caza, la minería del oro, la vida de los convictos y la frontera colonial. Cineastas como Raymond Longford y W. J. Lincoln basaron muchas de sus producciones en novelas, obras de teatro e incluso pinturas australianas. Un clásico perdurable es la película de Longford y Lottie Lyell de 1919 The Sentimental Bloke, adaptación de los poemas de C. J. Dennis de 1915. Tras estos primeros éxitos, el cine australiano sufrió el auge de Hollywood.
En 1933, Charles Chauvel dirigió In the Wake of the Bounty, con Errol Flynn como actor principal. Flynn siguió una célebre carrera en Hollywood. Chauvel dirigió varias películas australianas de éxito, la última de las cuales fue Jedda, de 1955, que destacó por ser la primera película australiana rodada en color, la primera con actores aborígenes en papeles principales y la primera que participó en el Festival de Cannes. No fue hasta 2006 y Ten Canoes, de Rolf de Heer, cuando se rodó un gran largometraje dramático en una lengua indígena (yolngu).
El documental Kokoda Front Line! (1942), de Ken G. Hall, fue la primera película australiana galardonada con un premio de la Academia. En 1976, Peter Finch se convirtió póstumamente en el primer actor australiano en ganar un Óscar por su papel en Network.
A finales de los 60 y en los 70, una afluencia de fondos públicos propició el desarrollo de una nueva generación de cineastas que narraban historias típicamente australianas, entre ellos los directores Peter Weir, George Miller y Bruce Beresford. Esta época se conoció como la nueva ola australiana. Películas como Wake in Fright, Walkabout y Picnic at Hanging Rock tuvieron un impacto internacional inmediato. A estos éxitos siguieron en la década de 1980 la epopeya histórica Gallipoli, el drama romántico The Man From Snowy River, la comedia Crocodile Dundee y la serie postapocalíptica Mad Max.

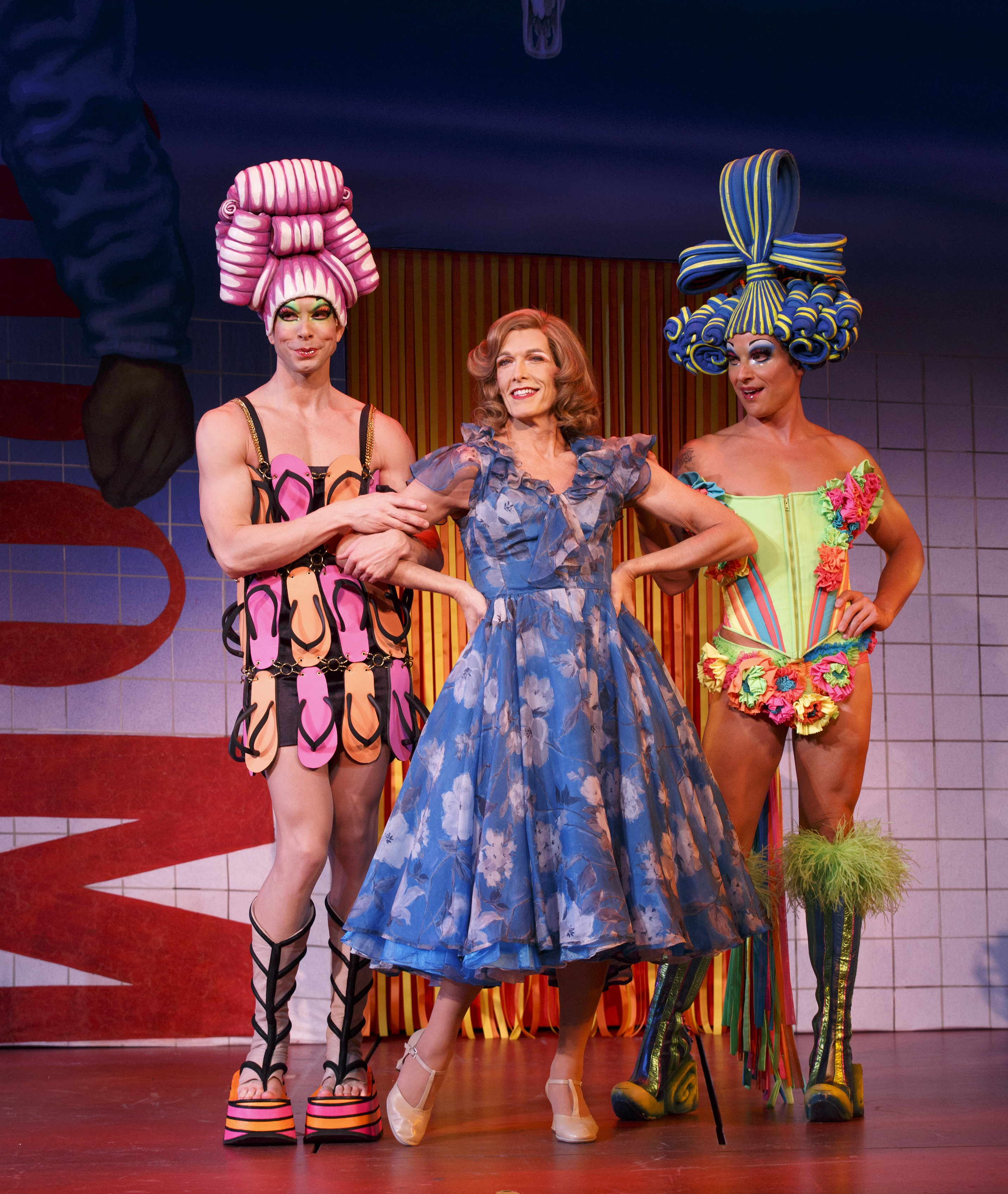
The Adventures of Priscilla, Queen of the Desert, película de 1994 la cual explora los estereotipos hacia la homosexualidad.

La década de 1990 fue testigo de una serie de comedias de éxito, como Muriel's Wedding y Strictly Ballroom, que contribuyeron a lanzar las carreras de Toni Collette y Baz Luhrmann, respectivamente. El humor australiano ocupa un lugar destacado en el cine australiano, con una fuerte tradición de autoburla, desde el estilo ozploitation de las películas de expatriados en Europa de Barry McKenzie de la década de 1970, hasta el homenaje a los suburbios de 1997 de Working Dog Productions, The Castle, protagonizada por Eric Bana en su debut cinematográfico. Comedias como Babe (1995), dirigida por Chris Noonan; The Dish (2000), de Rob Sitch; y The Adventures of Priscilla, Queen of the Desert (1994), de Stephan Elliott, figuran entre las diez más taquilleras. Durante la década de 1990, una nueva cosecha de estrellas australianas triunfó en Hollywood, entre ellas Russell Crowe, Cate Blanchett y Heath Ledger. Entre 1996 y 2013, Catherine Martin ganó cuatro premios de la Academia por sus diseños de vestuario y producción, la mayor cantidad para un australiano. A Saw (2004) y Wolf Creek (2005) se les atribuye el renacimiento del terror australiano. La naturaleza cómica, explotadora y el estilo «efectista» de las películas de ozploitation de los años 70 decayeron a mediados y finales de los 80, a medida que dramas de realismo social como Romper Stomper (1992), Lantana (2001) y Samson and Delilah (2009) reflejaban mejor la experiencia australiana de los años 80, 90 y 2000.
La industria cinematográfica nacional también cuenta con el apoyo de productores estadounidenses que producen en Australia tras la decisión del jefe de la Fox, Rupert Murdoch, de utilizar nuevos estudios en Melbourne y Sídney, donde el rodaje podía completarse muy por debajo de los costes estadounidenses. Entre las producciones más destacadas figuran The Matrix, Star Wars episodios II y III, y Australia, protagonizada por Nicole Kidman y Hugh Jackman.

### Música

#### Música aborigen

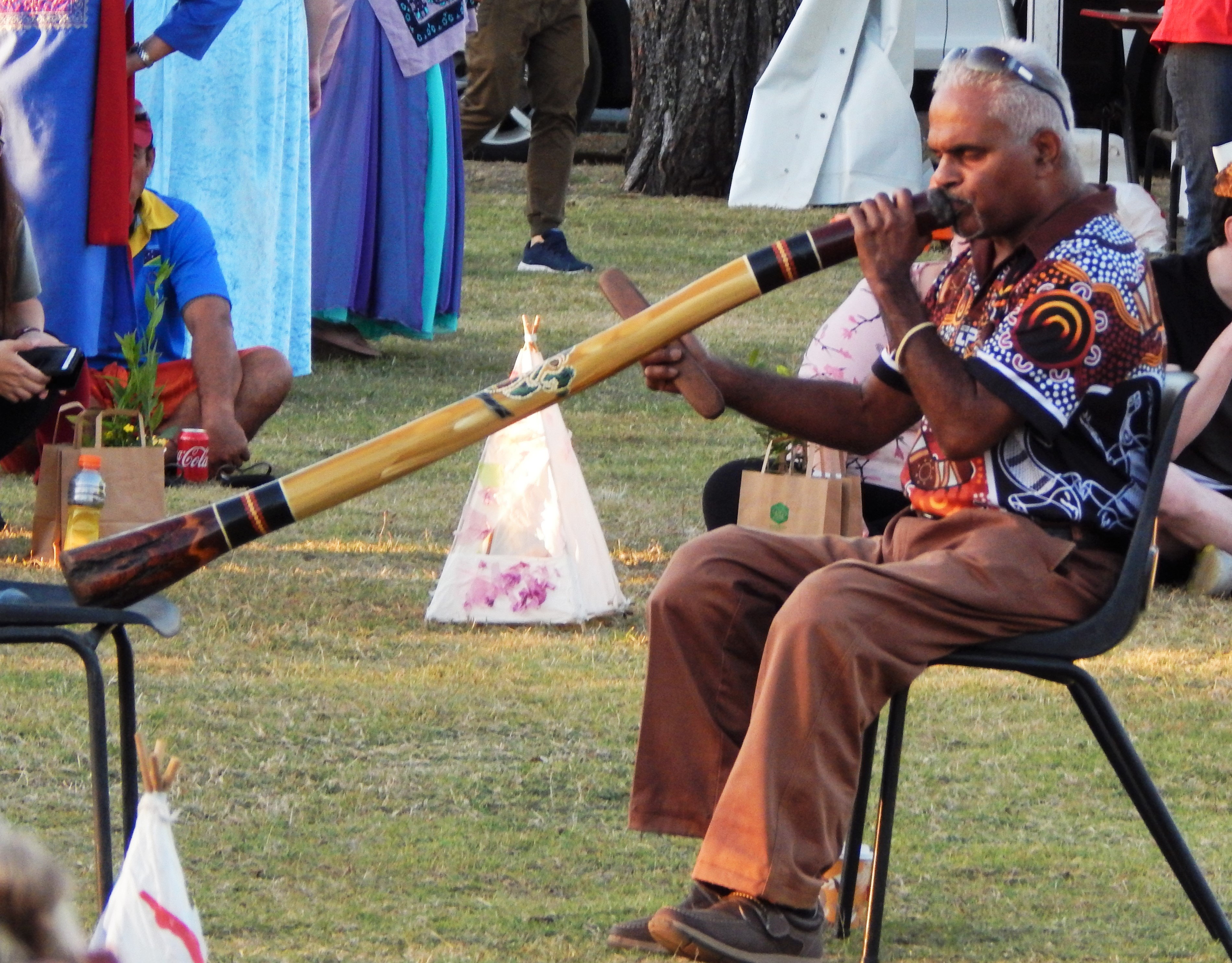
Músico tocando un didyeridú durante un festival cultural en Rockhampton, Queensland.

La música es parte integrante de la cultura aborigen. La característica más famosa de su música es el didyeridú, considerado el «instrumento nacional de Australia». Este instrumento de madera, utilizado entre las tribus aborígenes del norte de Australia, emite un zumbido característico y ha sido adoptado por una gran variedad de intérpretes no aborígenes.
Los músicos aborígenes se han pasado a las formas musicales populares occidentales, a menudo con gran éxito comercial. Entre los pioneros se encuentran Lionel Rose y Jimmy Little, mientras que entre los ejemplos contemporáneos más notables figuran Archie Roach, Kev Carmody, la Warumpi Band, Troy Cassar-Daley y Yothu Yindi. Geoffrey Gurrumul Yunupingu (ex Yothu Yindi) ha alcanzado el éxito internacional cantando música contemporánea en inglés y en la lengua yolngu. Christine Anu es una cantante isleña del estrecho de Torres de gran éxito. Entre los jóvenes aborígenes australianos es popular la música y la ropa hip hop afroamericana y aborigen.

#### Música folk y canciones nacionales
El himno nacional de Australia es «Advance Australia Fair».
Los primeros inmigrantes anglo-celtas de los siglos XVII y XIX introdujeron tradiciones de baladas populares que se adaptaron a los temas australianos: «Bound for Botany Bay» narra el viaje de los convictos británicos a Sídney, «The Wild Colonial Boy» evoca el espíritu de los bushrangers y «Click Go the Shears» habla de la vida de los esquiladores australianos. La letra de la canción folclórica más conocida de Australia, «Waltzing Matilda», fue escrita por el poeta bosquimano Banjo Paterson en 1895. Esta canción sigue siendo popular y se considera «el himno nacional no oficial de la nación».
Entre los cantantes más conocidos de música folk australiana figuran Rolf Harris (autor de «Tie Me Kangaroo Down Sport»), John Williamson y Eric Bogle, cuya canción de 1972 «And the Band Played Waltzing Matilda» es un lamento apesadumbrado a la batalla de Galípoli y una protesta contra la intervención australiana en la guerra de Vietnam.

#### Música popular

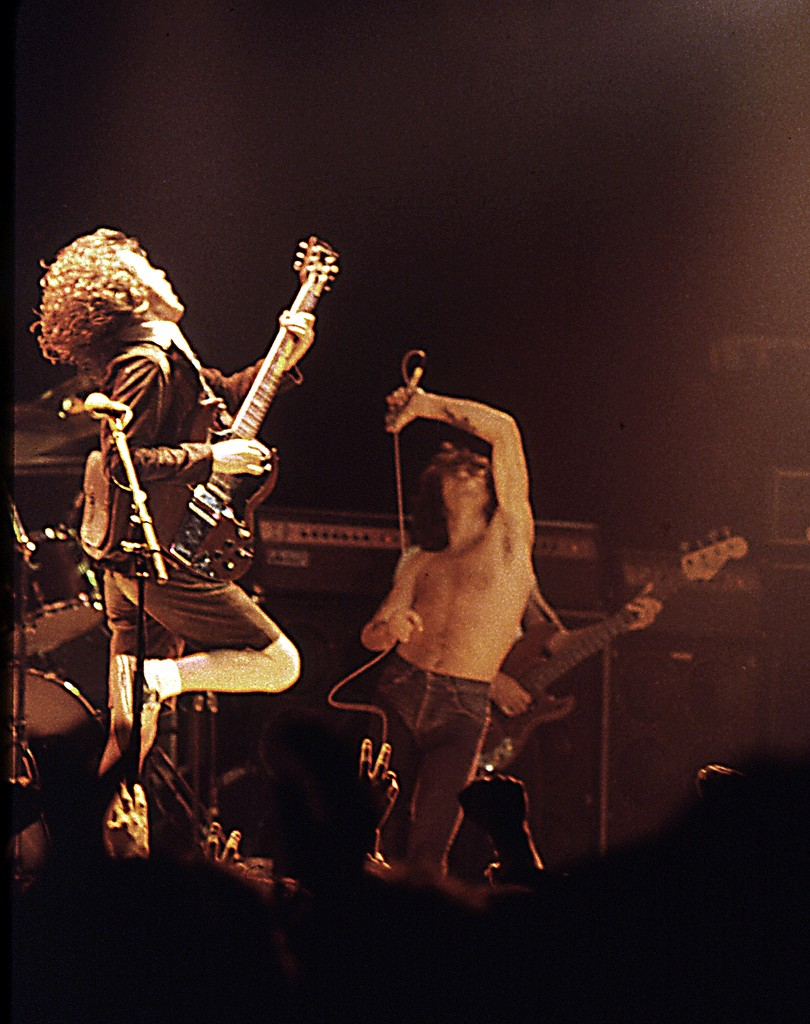
AC/DC, surgida junto a otras bandas de la escena del pub rock australiano.

Johnny O'Keefe se convirtió en el primer artista australiano de rock and roll en alcanzar las listas nacionales con su éxito de 1958 «Wild One». Mientras los contenidos estadounidenses y británicos dominaban las ondas y las ventas de discos en la década de 1960, empezaron a surgir éxitos locales, en especial The Easybeats y The Seekers. A partir de los años 70, el pub rock, surgido en los escenarios de los pubs australianos, empezó a tomar relevancia y a consolidar a bandas autóctonas, cuyas letras eran de carácter local y trataban temas con los que los australianos de a pie podían identificarse. En este contexto, los Bee Gees y AC/DC saltaron a la fama en Australia antes de alcanzar el éxito internacional. Los artistas nacionales siguieron cosechando éxitos locales e internacionales en la década de 1980, como Cold Chisel, INXS, Nick Cave, Men at Work, Crowded House, Midnight Oil y Little River Band. Los ARIA, que se celebran desde 1987, son los premios musicales más importantes de Australia. Silverchair, Powderfinger, AC/DC, John Farnham, Jimmy Barnes, los Bee Gees, Savage Garden, Tina Arena, Vanessa Amorosi y Kylie Minogue figuran entre los artistas de mayor éxito en la historia de los premios. El cantautor Paul Kelly, cuyo estilo musical está a caballo entre el folk, el rock y el country, ha sido descrito como el «poeta laureado de la música australiana».

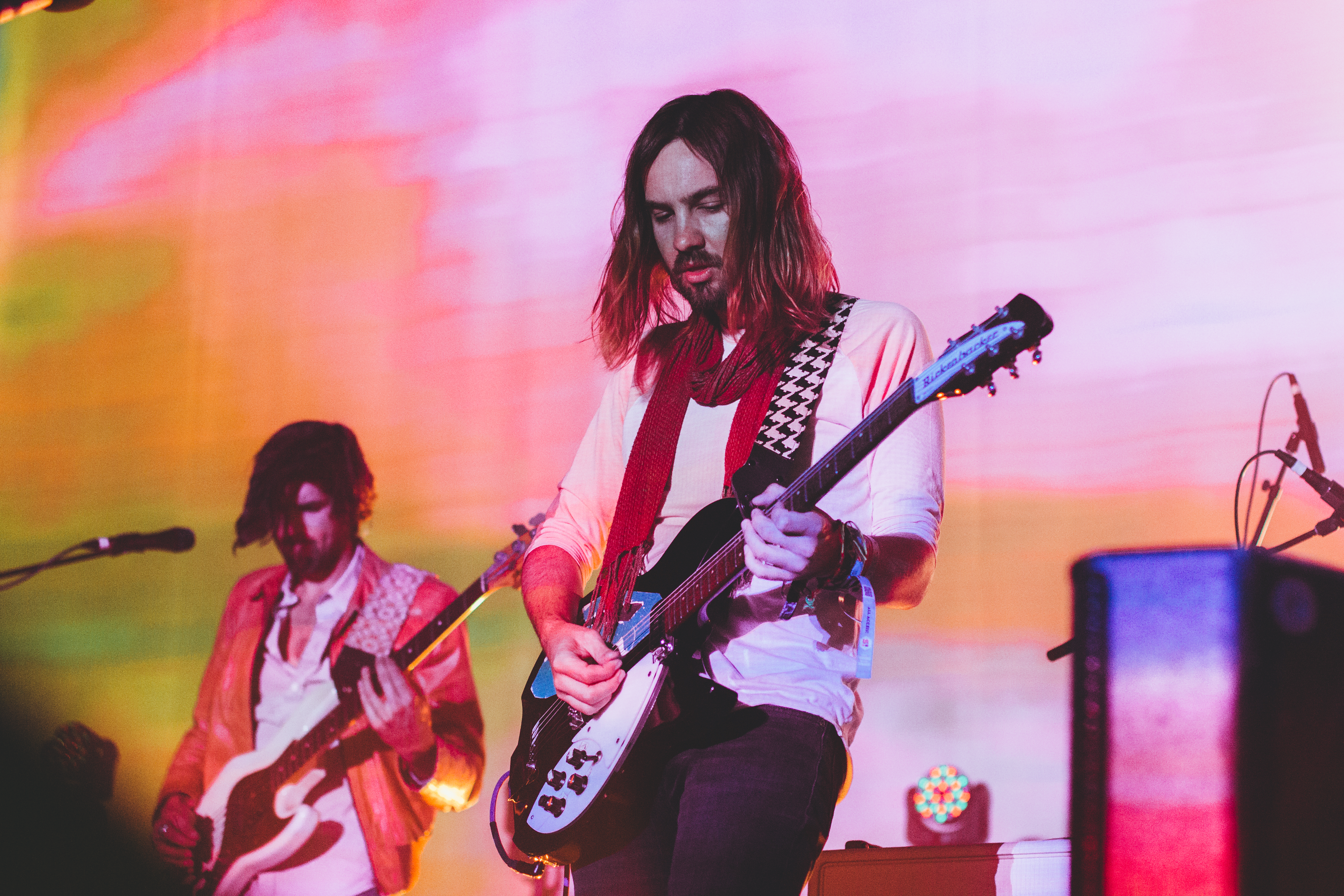
Tame Impala, proyecto de música psicodélica de Kevin Parker.

Espoleados en parte por la expansión nacional de la emisora de radio juvenil Triple J de la ABC, desde la década de 1990 han surgido una serie de exitosos grupos alternativos australianos, como You Am I, Gotye, Sia y Tame Impala.
La música country australiana ha desarrollado un estilo muy distinto al de su homóloga estadounidense, inspirándose más en el folclore local, como la tradición bushranger. Entre los pioneros de la música country popular australiana figuran Tex Morton en los años 30 y Smoky Dawson a partir de los 40. Conocido como el «rey de la música country australiana», Slim Dusty publicó más de 100 álbumes en una carrera de casi seis décadas; su éxito de 1957 «A Pub With No Beer» fue el primer sencillo australiano que se convirtió en disco de oro. La esposa de Dusty, Joy McKean, escribió varias de sus canciones más populares. Otros destacados intérpretes australianos de música country son John Williamson, autor de la emblemática canción «True Blue», Lee Kernaghan, Adam Brand y Kasey Chambers. Olivia Newton-John y Keith Urban han alcanzado el éxito en Estados Unidos. El Festival de Música Country de Tamworth se celebra anualmente en Tamworth, la «capital australiana de la música country».

### Televisión
Los experimentos con televisión comenzaron en Australia en los años 30 y la televisión se lanzó oficialmente en septiembre de 1956. La televisión en color llegó en 1975. Los Premios Logie son los principales premios anuales de la televisión australiana.

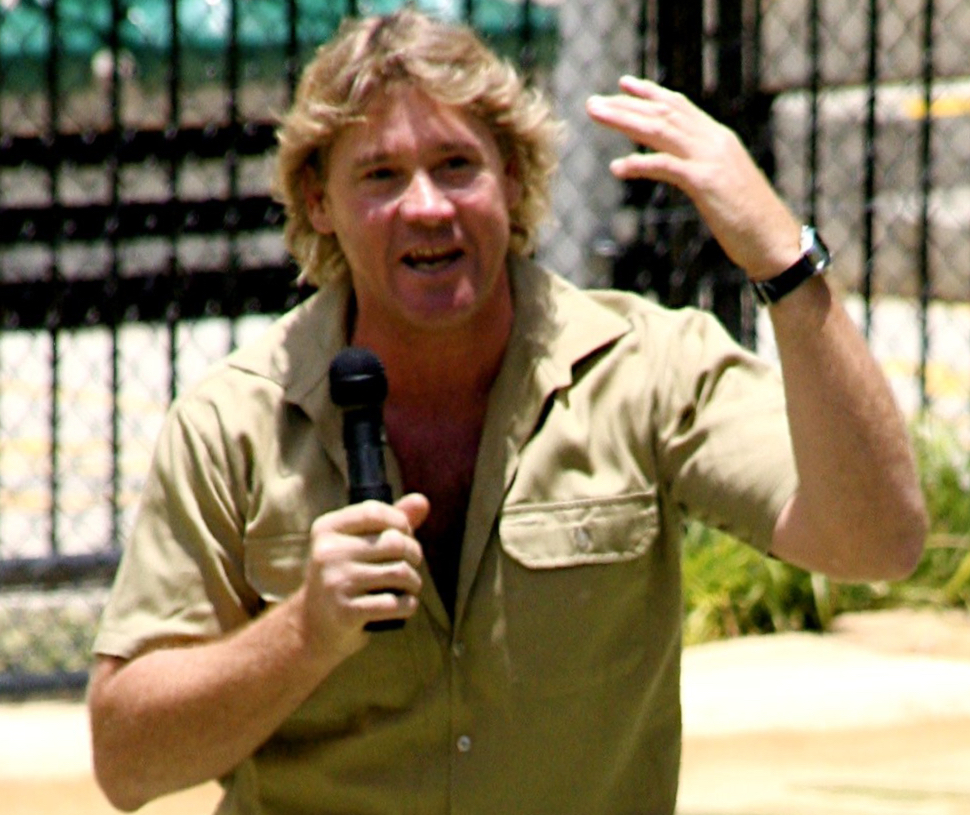
Steve Irwin, una de las máximas personalidades de la televisión australiana, fue presentador de la reconocida serie The Crocodile Hunter.

Aunque la televisión estadounidense y británica es popular en Australia, los contenidos de producción local han tenido muchos éxitos. Entre los productos locales de éxito figuran Homicide y Division 4 a finales de los 60 y principios de los 70, Play School y Skippy the Bush Kangaroo a finales de los 60, Matlock Police, The Sullivans, The Young Doctors, Number 96 y The Box en los 70, The Flying Doctors, Round the Twist, Prisoner y A Country Practice (1981-1993) en los 80, Blue Heelers, Neighbours y Home and Away en los 80 y 90 y Summer Heights High y H2O: Just Add Water en los 2000. Desde entonces, series como Packed to the Rafters, SeaChange y Wentworth han contribuido a redefinir la televisión australiana. Muchos de los programas de mediados de los 80 en adelante se han exportado y a veces han tenido incluso más éxito en el extranjero, como The Crocodile Hunter de Steve Irwin. Entre las estrellas más populares de la televisión australiana se encuentran: los pioneros presentadores de programas de variedades Graham Kennedy, Bert Newton, Don Lane y Daryl Somers, y los presentadores de programas de entrevistas contemporáneos Mike Willesee, Steve Vizard, Ray Martin, Mike Munro, Andrew Denton y Rove McManus. Las exportaciones internacionales más populares incluyen a los Bee Gees, Dame Edna Everage, Sir Les Patterson, AC/DC, The Fairies, Clive James, Geoffrey Robertson y The Wiggles.

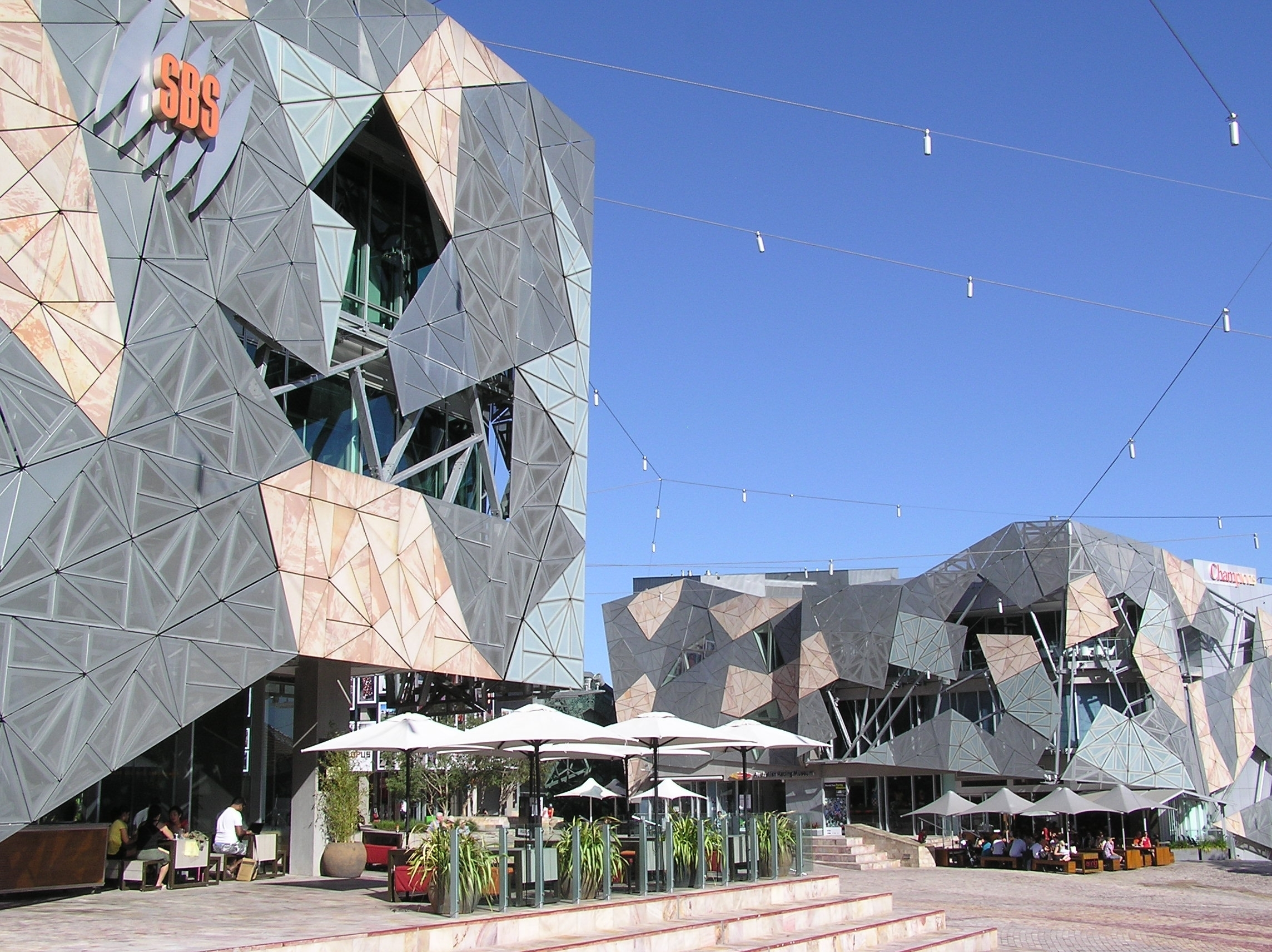
Edificio sede de la SBS en la Plaza de la Federación de Melbourne. SBS es la emisora multicultural de Australia.

Aunque Australia tiene una cobertura mediática omnipresente, la parte más antigua de esos medios es la Australian Broadcasting Corporation (ABC), la organización propiedad del gobierno federal y financiada por éste que ofrece cobertura nacional de televisión y radio. La ABC, al igual que la BBC en Gran Bretaña, la CBC en Canadá y la PBS en Estados Unidos, es una emisora de servicio público no comercial, que emite muchas producciones británicas de la BBC o la ITV. El Special Broadcasting Service (SBS), financiado con fondos públicos, tiene un enfoque multicultural y emite programas de radio y televisión en varios idiomas, así como noticias mundiales y documentales en inglés. SBS comenzó como una empresa sin publicidad, pero esto cambió en 2006 con la emisión de anuncios entre programas. En 2005, ABC y SBS representaron el 15,7 % y el 6,1 % de la audiencia nacional, respectivamente.
Las cadenas comerciales son Seven Network, Nine Network y Network 10, que emiten en abierto en las grandes ciudades, y cadenas regionales afiliadas, como Prime Television y Win Television, que emiten en zonas regionales. Foxtel, Austar y Optus Television han sido los principales proveedores de televisión de pago. FOX8 y Sky News Australia son algunas de las cadenas de pago más populares. La Australia Network, creada en 2001, es el servicio de televisión internacional de Australia, que emite a más de 44 países de Asia, el Pacífico y el subcontinente indio.
La ABC ha contribuido significativamente al drama televisivo con series populares como SeaChange y Brides of Christ, y a la comedia con los éxitos de los años 70 Aunty Jack y The Norman Gunston Show y, más recientemente, Roy & HG, Kath & Kim y The Chaser's War on Everything. A pesar de ello, el estatus de ABC como emisora emblemática de Australia está afrontando importantes retos en los últimos años, como recortes presupuestarios y la disminución de su alcance global. La Norma Australiana de Contenidos exige que todas las cadenas comerciales en abierto emitan un mínimo anual del 55 % de contenidos australianos entre las 6 de la mañana y la medianoche.

## Gastronomía
La cocina australiana contemporánea combina orígenes británicos e indígenas con influencias mediterráneas y asiáticas. Los abundantes recursos naturales de Australia permiten acceder a una gran variedad de carnes de calidad, y asar ternera o cordero al aire libre se considera una apreciada tradición nacional. La gran mayoría de los australianos vive cerca del mar, y las marisquerías australianas figuran entre las mejores del mundo.

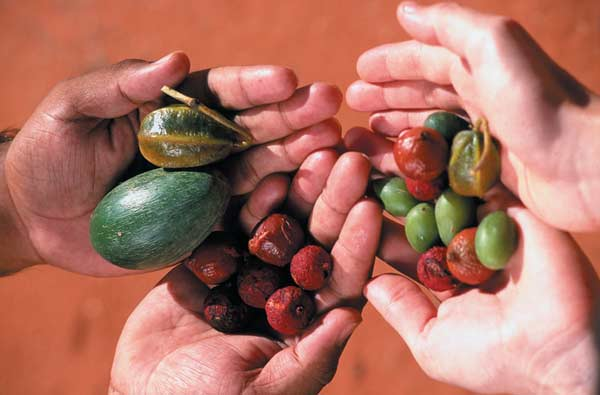
Recolección de Bush tucker en Alice Springs.

El término «bush tucker» hace referencia a una amplia variedad de alimentos vegetales y animales autóctonos de la sabana australiana: frutas de la sabana como las ciruelas de Kakadu, las limas y los quandongs del desierto; pescado y marisco de los sistemas fluviales de agua salada de Australia; y carnes de la sabana como el emú, el cocodrilo y el canguro. Muchos de estos productos siguen siendo cazados y recolectados estacionalmente por los indígenas australianos, y están renaciendo en los menús australianos actuales.
Los primeros colonos británicos trajeron de Europa carnes y cultivos conocidos, que siguen siendo importantes en la dieta australiana. Los colonos británicos encontraron algunos animales de caza conocidos -como cisnes, gansos, palomas y peces-, pero a los nuevos pobladores les costó adaptarse a la perspectiva de la fauna autóctona como alimento básico. Establecieron industrias agrícolas que producían productos más familiares al estilo occidental. Queensland y Nueva Gales del Sur se convirtieron en los principales productores de ganado vacuno de Australia, mientras que la ganadería lechera se encuentra en los estados del sur, predominantemente en Victoria. El trigo y otros cereales se reparten por igual entre los estados continentales. La caña de azúcar también es un cultivo importante en Queensland y Nueva Gales del Sur. En toda Australia se cultivan frutas y hortalizas. Meat and three veg, el fish and chips y el meat pie australiano siguen siendo comidas tradicionales para muchos australianos. El programa de inmigración multicultural posterior a la Segunda Guerra Mundial aportó nuevos sabores e influencias, lo que trajo consigo la diversificación y de la dieta típica consumida, dando lugar a un panorama culinario cada vez más gastronómico.

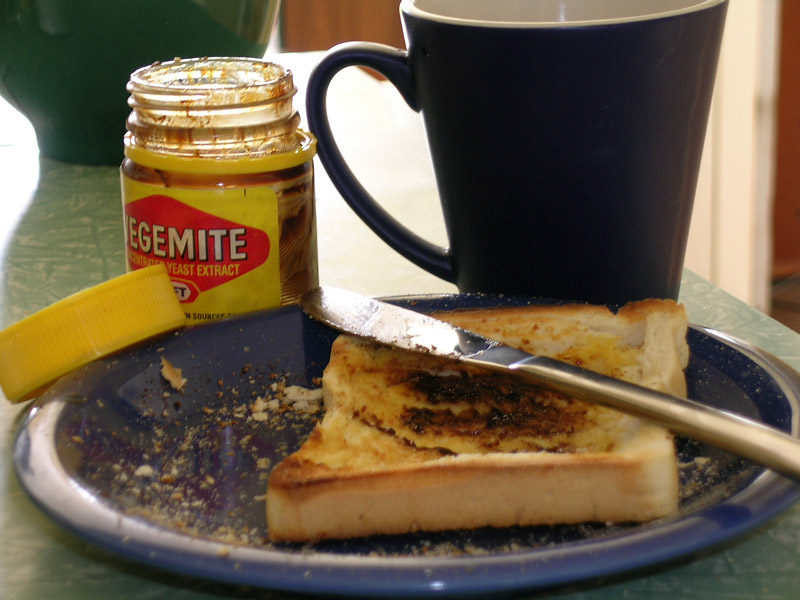
Vegemite, considerado alimento nacional de Australia. Suele acompañarse untada en una tostada.

La zona pesquera australiana, de 11 millones de kilómetros cuadrados, es la tercera mayor del mundo y facilita el acceso a productos del mar que influyen notablemente en la cocina australiana. La limpieza de los océanos produce mariscos de gran calidad. Langostas, gambas, atún, salmón y abulón son las principales especies oceánicas explotadas comercialmente, mientras que la acuicultura produce más de 60 especies para el consumo, entre ellas ostras, salmónidos, atún rojo del sur, mejillones, gambas, barramundi, pez rey de cola amarilla y peces de aleta de agua dulce. Aunque los sistemas fluviales y lacustres del interior son relativamente escasos, proporcionan algunos peces y crustáceos de agua dulce únicos y aptos para la gastronomía. La pesca y la acuicultura constituyen la quinta industria agrícola más valiosa de Australia, después de la lana, la carne de vacuno, el trigo y los productos lácteos.
Vegemite es una conocida pasta para untar originaria de Australia. Entre los postres icónicos australianos destacan la pavlova y los lamingtons. Las ANZAC biscuits recuerdan la dieta de los soldados australianos de la Primera Guerra Mundial en la batalla de Galípoli.

## Folclore

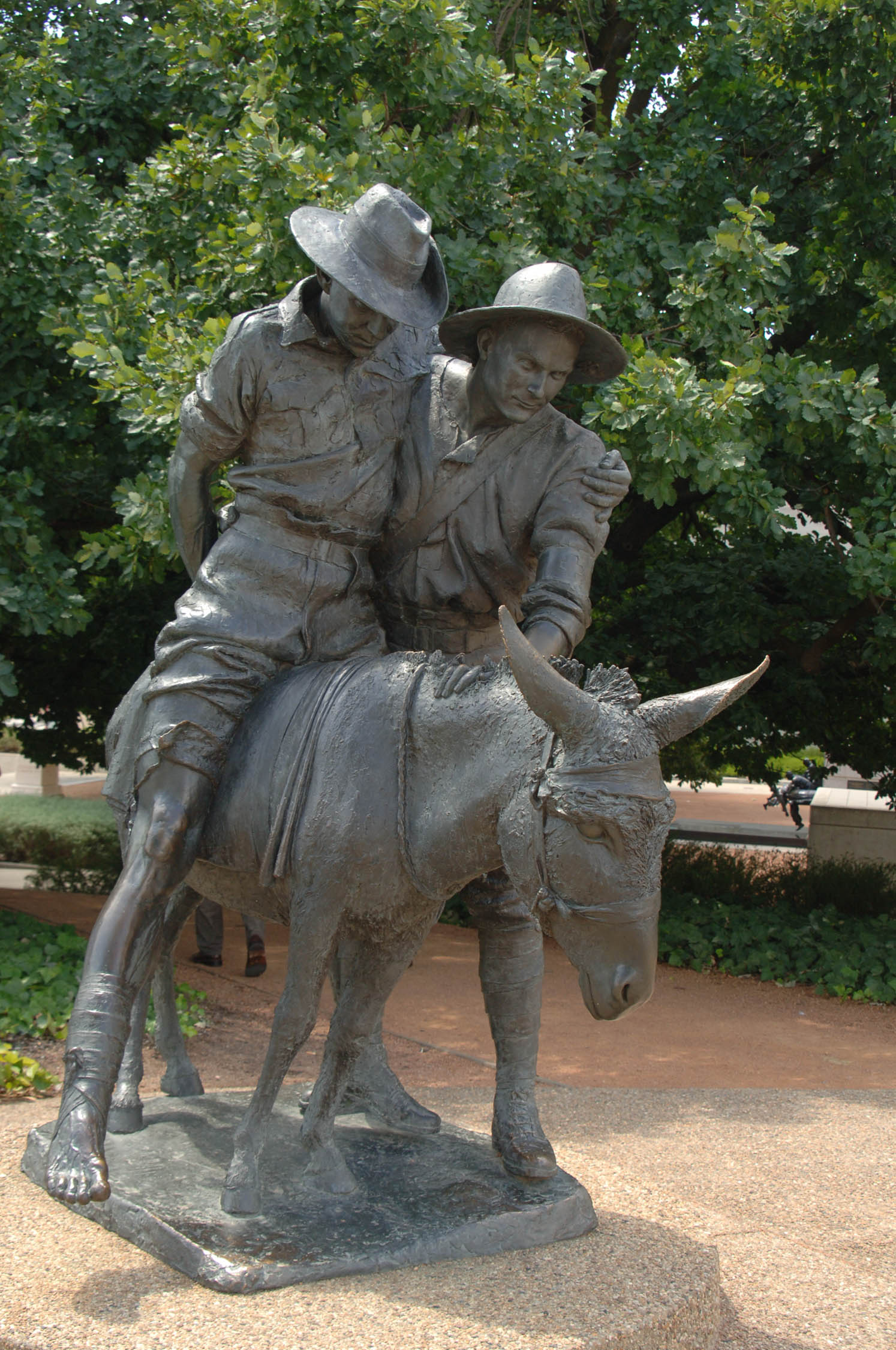
Estatua conmemorativa de John Simpson Kirkpatrick, famoso camillero muerto en la Campaña de Galípoli.

Las historias y leyendas australianas tienen un significado cultural independiente de su veracidad o falsedad empíricas. Prueba de ello es la representación del bushranger Ned Kelly como una mezcla de características entre un desvalido y Robin Hood y un ejemplo de «la independencia y el espíritu inconformista de la Australia primitiva».
Militarmente, los australianos han servido en numerosas guerras en el extranjero, desde la Primera Guerra Mundial hasta las recientes misiones de seguridad regional, como Timor Oriental, Irak y Afganistán. La cultura bélica australiana consiste generalmente en una reflexión y conmemoración sombrías, centradas en «el heroísmo y el sacrificio en el campo de batalla» más que en la gloria, para lo que existe una fiesta nacional anual, el Día ANZAC. La experiencia australiana de la derrota en la batalla de Galípoli, el primer momento emblemático de la participación de la Australia moderna en la guerra, es vista por los australianos tanto con orgullo por la lucha de los soldados como con amargura por la negligencia percibida por parte de los comandantes británicos. Los casos de valentía y determinación mostrados durante la campaña de Galípoli, así como el respeto mutuo por sus adversarios turcos liderados por Kemal Atatürk, se consideran parte del espíritu ANZAC. Durante la Primera Guerra Mundial, los soldados australianos fueron calificados de extraordinariamente decididos, unidos y trabajadores. Muchos australianos sabían montar a caballo y disparar antes de alistarse, lo que los convertía en reclutas de talento, pero también eran tristemente célebres por su actitud laxa hacia la disciplina formal del patio de armas, una notoriedad con la que los soldados australianos se deleitaban. De ahí surgió la noción del larrikin digger, una parte importante de la identidad australiana contemporánea.

## Días festivos

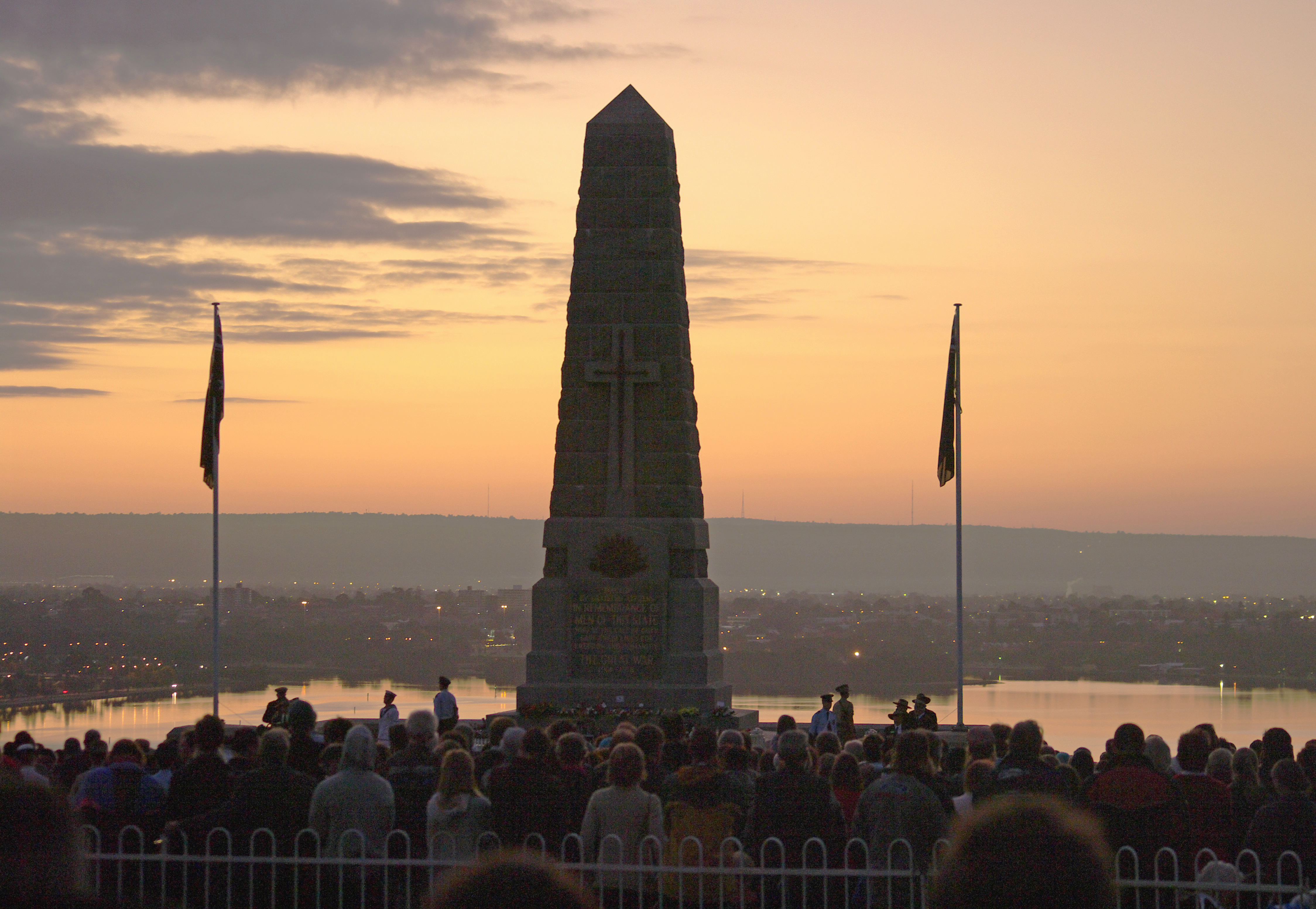
Cada abril se celebran en toda Australia oficios religiosos al amanecer del Día ANZAC.

El calendario de fiestas públicas de Australia comienza con el Año Nuevo. Este es también el día en que nació oficialmente la federación australiana, aunque la fiesta nacional, el Día de Australia, se celebra el 26 de enero, aniversario de la colonización británica. El Día ANZAC, el 25 de abril, es otro día fuertemente asociado a la nacionalidad australiana, aunque conmemora más particularmente a los australianos que lucharon en guerras, y recibe su nombre en honor a los soldados del cuerpo de ejército de Australia y Nueva Zelanda que desembarcaron en Gallipoli, ese mismo día de 1915, durante la Primera Guerra Mundial.
Las fiestas cristianas de Pascua y Navidad son días festivos en Australia. El día de Navidad, 25 de diciembre, cae durante el verano del hemisferio sur.
El Día del Trabajo también es festivo, pero en días diferentes en todo el país. El Cumpleaños Oficial del Rey suele celebrarse el segundo lunes de junio, excepto en Australia Occidental, donde suele celebrarse en septiembre u octubre para alejarlo del Día de Australia Occidental y en Queensland, donde se celebra en septiembre. La Lista de Honores del Cumpleaños del Rey, en la que se nombran los nuevos miembros de la Orden de Australia y otros honores australianos, se publica en torno a la fecha del Cumpleaños del Rey.